# Cathédrale de Monreale
La cathédrale de Monreale sous le vocable de Sainte-Marie-la-Nouvelle (en italien : cattedrale di Santa Maria Nuova) de Monreale est le siège de l'archidiocèse de Monreale en Sicile et l'église principale de la ville. Dédiée à la Vierge Marie, elle porte le titre de basilique papale mineure. Elle est célèbre pour son cloître et ses mosaïques byzantines.

## Étapes de la construction
À un endroit qui prend plus tard le nom de Mont royal, car c'était déjà dans le passé un territoire domanial, la construction du gros œuvre de la cathédrale, conçue initialement comme un monastère et un mémorial, est menée des années 1172 à 1176, commanditée par Guillaume II le Bon qui règne sur la Sicile à cette époque. La cathédrale et le cloître — chant du cygne de l'art des temps normands en Sicile — sont représentatifs du style arabo-normand byzantin, (ou « Roman Sicilen »), synthèse des trois différentes cultures présentes en Sicile à cette époque.
Les vantaux en bronze du portail de façade signés par Bonanno Pisano et datés de 1186 arrivent de Pise par bateaux probablement la même année ; peu après, arrivent les vantaux de bronze de Barisano da Trani pour l'entrée latérale nord, mis en place entre 1186 et 1190.
Jusqu'à sa consécration en 1267 par l'évêque d'Albano, envoyé du pape Clément IV, ce temple sert de sépulture royale.
La cathédrale a une longueur de 102 mètres, une largeur de 40 mètres et une hauteur de 35 mètres. Sa façade est flanquée latéralement de deux tours. La tour de gauche n'a jamais été terminée, mais au XVIe siècle on y ajoute la chambre des cloches couronnée de créneaux, et fin XVe/début XVIe, la sacristie. Ensuite, c’est au tour du portique latéral, commencé aux environs de 1547 par Gian Domenico et Fazio Gagini et qui n’est achevé qu’en 1562. En 1561, dans l’antique chapelle Cataldo, est placée celle de Saint Benoît, entièrement décorée ensuite dans le style baroque au XVIIIe siècle. En 1596, est achevée la chapelle de Saint Castrense, puis celle du Crucifix de 1686 à 1690.
Les réparations les plus importantes du temple de Monreale concernent surtout les parties les moins résistantes et les plus sujettes à l’usure comme les charpentes de bois du plafond - qui est resté pendant des siècles sans décoration picturale - et le pavement, recouvert de marbre seulement dans la seconde moitié du XVIe siècle. Le chœur et l’orgue furent refaits plusieurs fois. Même les mosaïques furent détergées, restaurées et altérées, aussi.
Autour de 1660, les plaques en plomb perforées des fenêtres sont remplacées par du verre de sorte que l’éclairage du temple et des mosaïques devient presque éblouissant, ce qui amène d’ultimes tentatives visant à atténuer l’intensité de la lumière.
La façade reçoit au XVIIIe siècle un nouveau portique classique en saillie qui rompt son unité architecturale. Au-dessus du portique, on distingue encore des éléments du décor normand, avec ses arcs aveugles en ogives entrecroisées et des incrustations de pierre.
En 1807, la foudre s’abat sur la tour de droite, la privant du couronnement de sa flèche. En 1811, un incendie est causé par l’étourderie d’un enfant de chœur : le plafond, les orgues, le chœur sont détruits ; les colonnes soutenant les tombeaux de Guillaume Ier et Guillaume II s’effondrent, les autres monuments funéraires sont endommagés, les mosaïques souffrent de l'absence prolongée de couverture (elles seront restaurées à plusieurs reprises). Le toit ayant été refait, de 1816 à 1824, il est procédé à la décoration des charpentes jusqu’en 1838.

## Architecture
L'art normand (roman et gothique primitif) s'illustre avant tout par la conception générale, la volumétrie de l'abside, ainsi que les arches en ogives et les arcatures aveugles entrecroisées qui décorent les murs de l'édifice. Il s'agit en réalité d'un mélange des styles romans normand et italien : le chœur est plutôt normand, mais la conception de la nef, avec sa colonnade à l'antique, supportant une claire-voie (étage de fenêtres) et une charpente en bois, restant ainsi fidèle aux basiliques paléochrétiennes, est typiquement italienne, mises à part les ogives qui sont normandes. Une influence arabe semble perceptible dans les placages muraux du niveau inférieur à l'intérieur de l'église, elle est aussi fréquemment supposée pour le décor extérieur d'incrustation de pierre, notamment du chevet, mais ce type de décor en opus sectile est cependant plus typique à cette époque de l'art roman (surtout le roman italien, voir les cathédrales de Lucques et de Pise, et l'art cosmatesque à Rome), ainsi que de l'art byzantin, et provient de l'art paléochrétien du Bas-Empire romain et du haut Moyen Âge. Le style byzantin quant à lui est manifeste dans les remarquables mosaïques à fond d'or des murs intérieurs de la cathédrale.
Le chevet grandiose et splendide présente au mieux la décoration originale, qui mêle des arcs aveugles en ogives qui se chevauchent, en alternance avec une décoration d'opus sectile de pierres noires, blanches et jaunes.

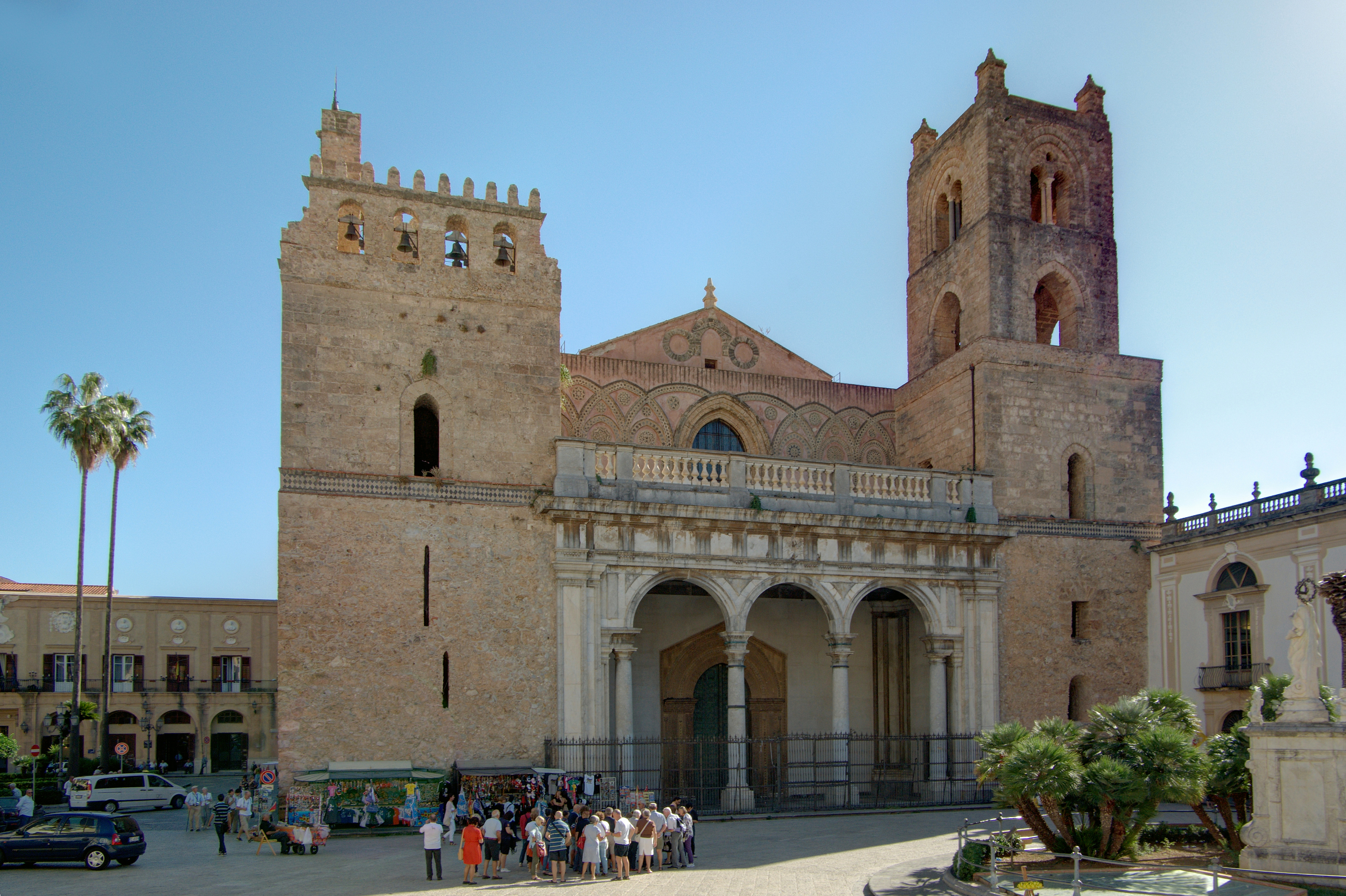
Façade occidentale.
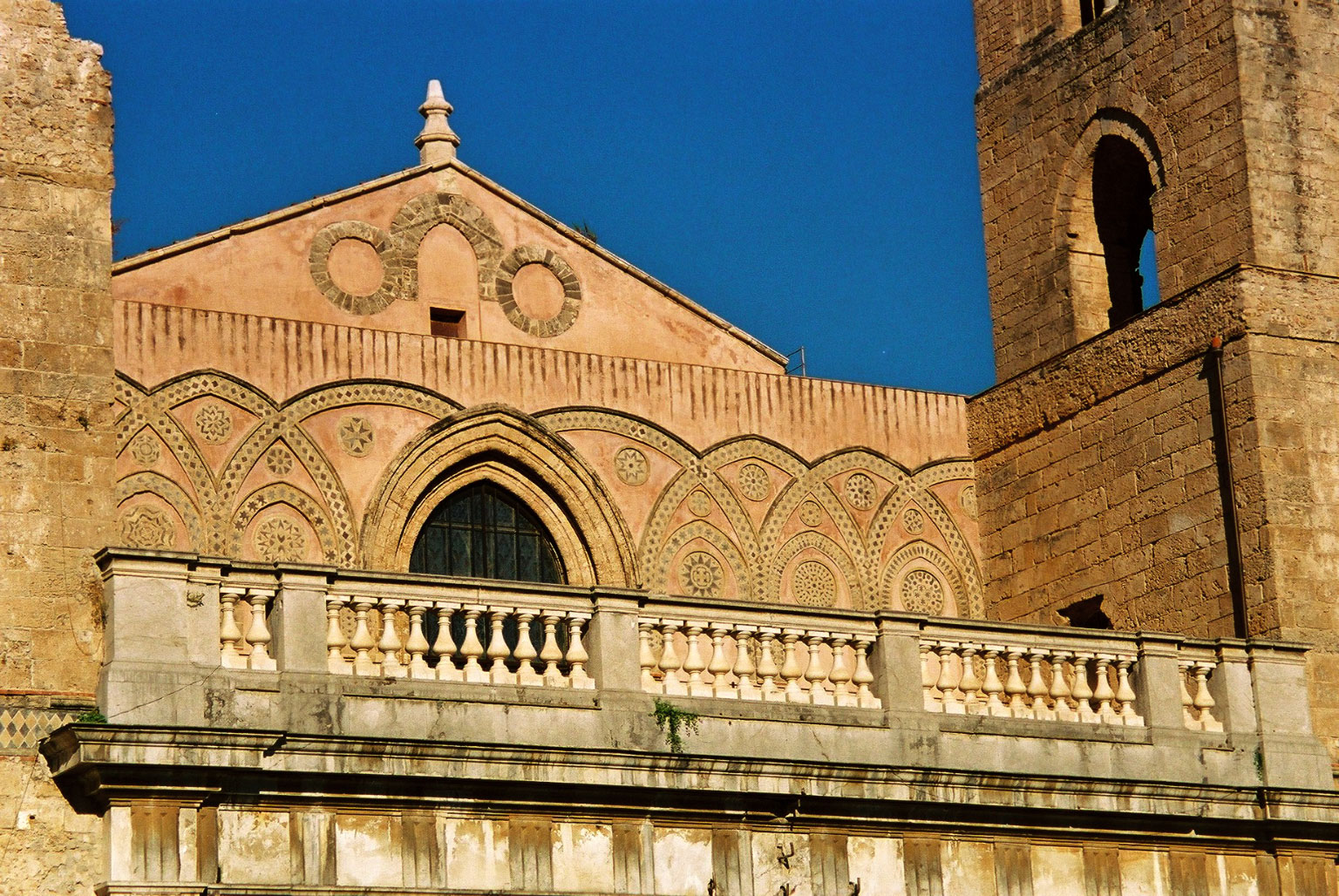
Ogives et incrustations de pierre de la façade.
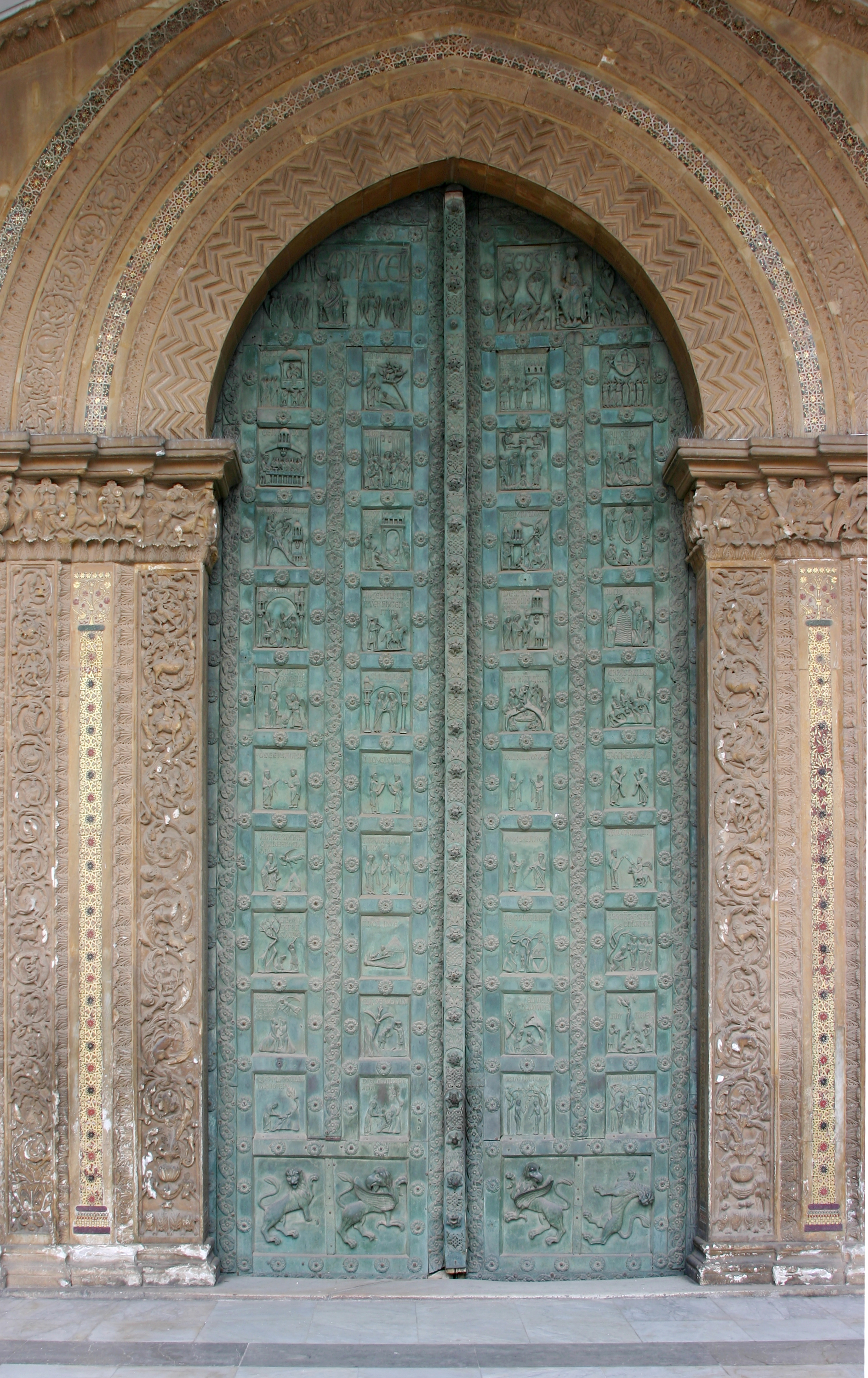
Portail de bronze de Bonanno de Pise.
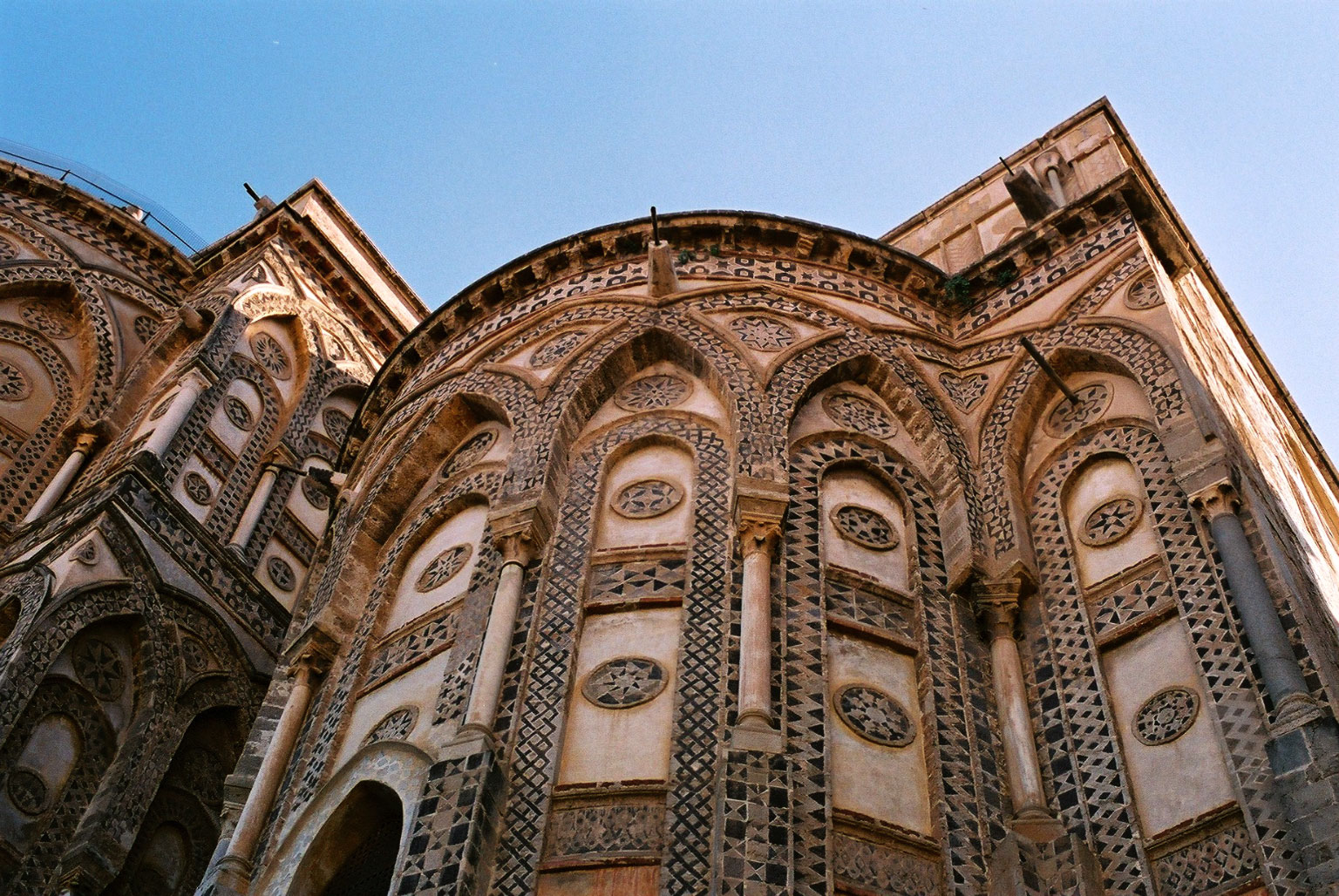
Vue extérieure de l'abside latérale gauche, décoré d'opus sectile roman.

## Intérieur

### Gros œuvre
L'intérieur comprend trois nefs — se terminant au-delà du transept par une abside centrale et deux absides latérales — séparées par 18 colonnes à chapiteaux corinthiens qui soutiennent des arcades ogivales, la nef principale ayant une largeur double des nefs latérales.
Les murs et le sol de la cathédrale sont recouverts de marbre dans leur partie inférieure, dans le style byzantin, comme à Sainte-Sophie de Constantinople et Saint-Marc de Venise. Le reste est entièrement couvert de mosaïques byzantines sur fond d'or, exécutées jusqu’à la seconde moitié du XIIIe siècle par des artistes locaux et d'autres venus de Constantinople, de Venise, etc. Leur superficie totale est de 6 340 m2 (10 000 m2 selon les derniers mesurages effectués), soit la plus vaste surface de mosaïque du bassin méditerranéen.

### Sujets religieux des mosaïques

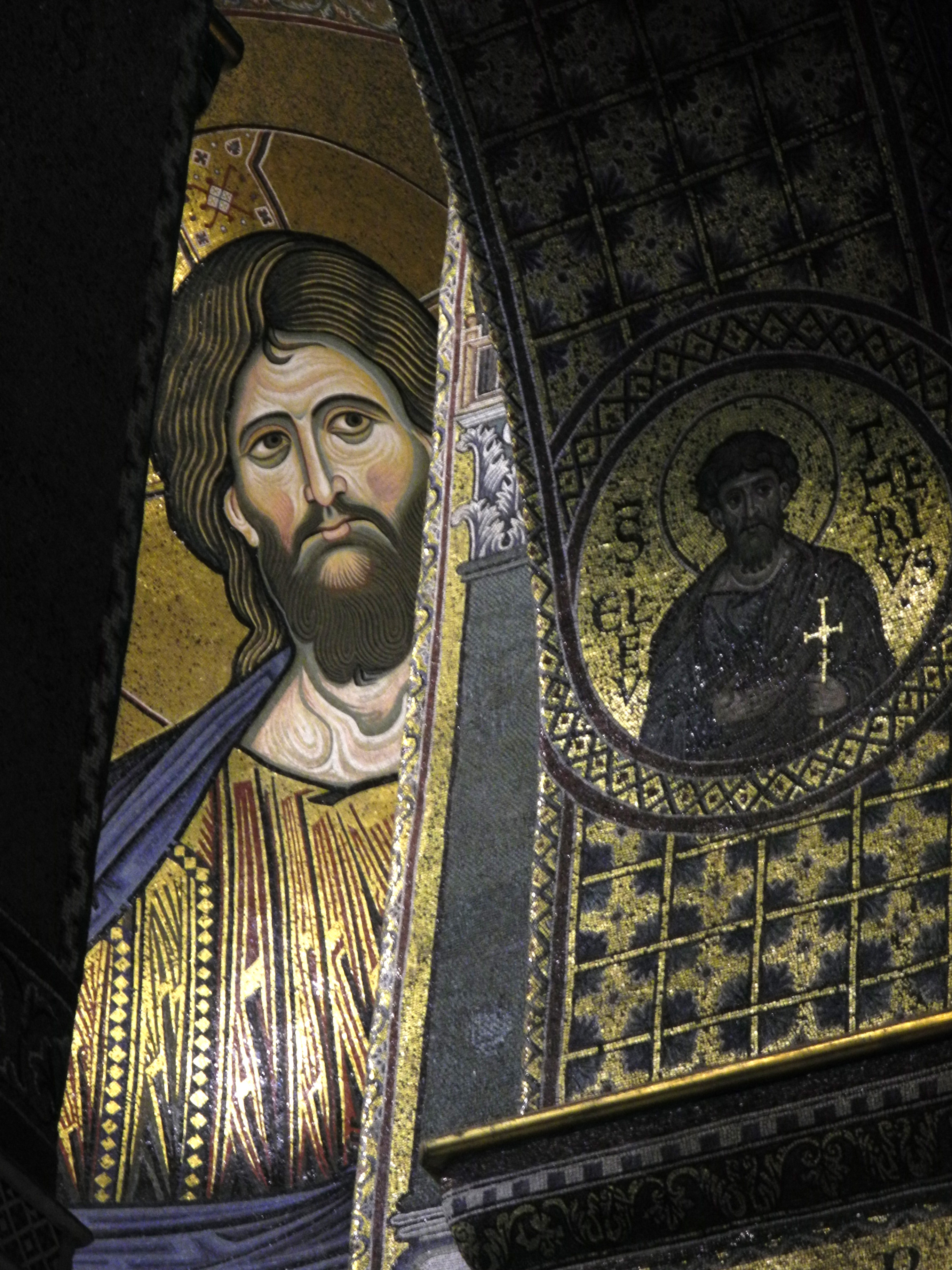
Mosaïques : le Christ Pantocrator et le pape Sylvestre.

Orientation : de façon traditionnelle, le chœur de la cathédrale est à l'est, la façade et son portail de Bonanno Pisano à l'ouest.
Abside centrale et murs adjacents : 
Cul-de-four : immense Christ Pantocrator qui bénit à la grecque et coiffe le maître-autel de la cathédrale.
Mur de l'abside et mur adjacent : au centre, la Vierge Immaculée et l'Enfant ; des côtés, les archanges Michel et Gabriel et des apôtres Pierre et Paul, Jacques le Mineur, André, Jean le Théologien, Matthieu, Luc, Marc, Bartholomé, Thomas, Philippe, Simon.
Registre inférieur : saints Clément (pape), Sylvestre (pape), Pierre (patriarche d'Alexandrie), Thomas Becket (archevêque de Canterbury), Étienne (martyr), Laurent diacre, Martin de Tours, Nicolas de Bari, Blaise de Sébaste, Hilaire de Poitiers, Antoine de la Thébaïde, Benoît de Nursie, Agathe de Catane, Marie-Madeleine.

#### Histoires du Christ
Transept - section centrale (du sud à l'ouest au nord) : 
Registre supérieur : 1. L'ange annonce à Zacharie la fertilité d'Élisabeth. 2. Zacharie sort du temple. 3. L'Annonciation. 4. Marie visite Élisabeth. 5. La Nativité de Jésus. 6. Les rois mages et l'étoile. 7. Les rois mages offrent des présents à Jésus. 8.Hérode ordonne le massacre des Innocents. 9. Le massacre des Innocents.
Registre inférieur : 10. Joseph voit en rêve un ange qui lui conseille de fuir en Égypte. 11. La fuite en Égypte. 12. La présentation de Jésus au Temple. 13. Jésus parmi les docteurs. 14. Les Noces de Cana. 15. Le baptême de Jésus.
Transept - bras sud (du sud à l'ouest) :
Registre supérieur : 1. Jésus tenté pour transformer les pierres en pain. 2. Jésus tenté sur le faîte du temple. 3. Satan offre à Jésus la richesse s'il l'adore. 4. La guérison du paralytique au puits. 5. L'aveugle guéri à la piscine de Siloé. 6. Jésus et la Samaritaine au puits. 7. La transfiguration de Jésus sur le mont Thabor. 8. La résurrection de Lazare. 9. Deux disciples amènent à Jésus une ânesse et son ânon. 10. L'entrée de Jésus à Jérusalem. 11. La dernière cène.
Registre inférieur : 12. Le lavement des pieds des apôtres. 13. Jésus prie au jardin des Oliviers pendant que les apôtres dorment. 14. L'arrestation de Jésus et le baiser de Judas. 15. Jésus devant Pilate.
Transept - bras nord (de l'ouest au nord) :
Registre supérieur : 1. Jésus est conduit au pied de la croix. 2. La crucifixion. 3. La déposition de la croix. 4. La mise au tombeau. 5. Jésus ressuscité descend dans les Limbes.
Registre intermédiaire. 6. Les saintes femmes au Sépulcre. 7. Jésus apparaît à Marie et à Madeleine. 8. Jésus et les deux disciples sur le chemin d'Emmaüs. 9. La cène d'Emmaüs : Jésus offre à ses disciples le pain qu'il vient de bénir. 10. Jésus a disparu laissant ses disciples seuls. 11. Les deux disciples vont au Cénacle de Jérusalem.
Registre inférieur : 12. L'incrédulité de Thomas. 13. La pêche miraculeuse. 14. L'Ascension de Jésus. 15. La Pentecôte.
La Vierge et deux anges occupent le centre de la scène de l'Ascension, au-dessous de Jésus portée par deux anges. Les apôtres de part et d'autre dont probablement Pierre à la droite de la Vierge et André à sa gauche.
Dans l'épisode de la Pentecôte, les apôtres, assis sur un banc circulaire probablement autour de Pierre et André, sont touchés par l'Esprit Saint.
Bas-côté sud (de l'est à l'ouest) : 
1. Jésus guérit la fille d'une Cananéenne possédée par un démon. 2. Guérison d'un démoniaque muet à Capharnaüm. 3. Jésus guérit un lépreux. 4.Guérison de l'homme à la main desséchée. 5. Jésus marche sur les eaux et sauve Pierre. 6. Résurrection du fils de la veuve de Naïn. 7. Guérison de la femme souffrant d'hémorragies. 8. La résurrection de la fille de Jaïre, chef de la synagogue. 9. Jésus guérit la belle-mère de Pierre de la fièvre. 10. Multiplication des pains et des poissons.
Bas-côté nord (de l'ouest à l'est) : 
1. Jésus guérit la femme courbée et blâme le chef de la synagogue. 2. L'hydropique guéri. 3. Guérison des dix lépreux. 4. Jésus rend la vue aux deux aveugles. 5. Jésus chasse les vendeurs du Temple. 6. Jésus pardonne à la femme adultère. 7. Un paralytique descendu par le toit est guéri par Jésus. 8. La guérison des estropiés et des aveugles. 9. Marie-Madeleine lave les pieds de Jésus et les oint. 10. La guérison du fils paralytique du centurion.

#### Histoires de St.Pierre
Abside sud - Lunettes et murs du diakonikon
Calotte de l'abside : 1. Saint Pierre en gloire.
Lunettes et murs : 2. L'ange apparaissant à St.Pierre en prison. 3. Saint Pierre délivré de prison suit l'ange. 4. Saint Pierre et Saint Jean guérissent un estropié 5. Le paralytique Énée guéri par Saint Pierre. 6. Saint Pierre ressuscite Tabitha. 7. La rencontre de Saint Pierre et de Saint Paul à Rome. 8. La discussion entre Saint Pierre et Saint Paul et Simon le Magicien. 9. La chute de Simon le Magicien. 10. Le Crucifiement de Saint Pierre.

#### Histoires de St.Paul
Abside nord - Lunettes et murs de la prothésis
Calotte de l'abside : 1. Saint Paul en gloire.
Lunettes et murs : 2. Saul reçoit des lettres pour Damas. 3. Saul, tombé de cheval et aveuglé, se convertit à la foi du Christ. 4. Ses trois compagnons conduisent Saul, aveugle, vers Damas. 5. Ananie rend visite à Saul. 6. Ananie baptise Saul qui prend le nom de Paul. 7. La controverse de Paul avec les Juifs. 8. La fuite de Paul de Damas. 9. Saint Paul remet les lettres à Timothée et à Silas pour la conversion des Gentils. 10. La décollation de Saint Paul.

#### Histoires de l'Ancien Testament

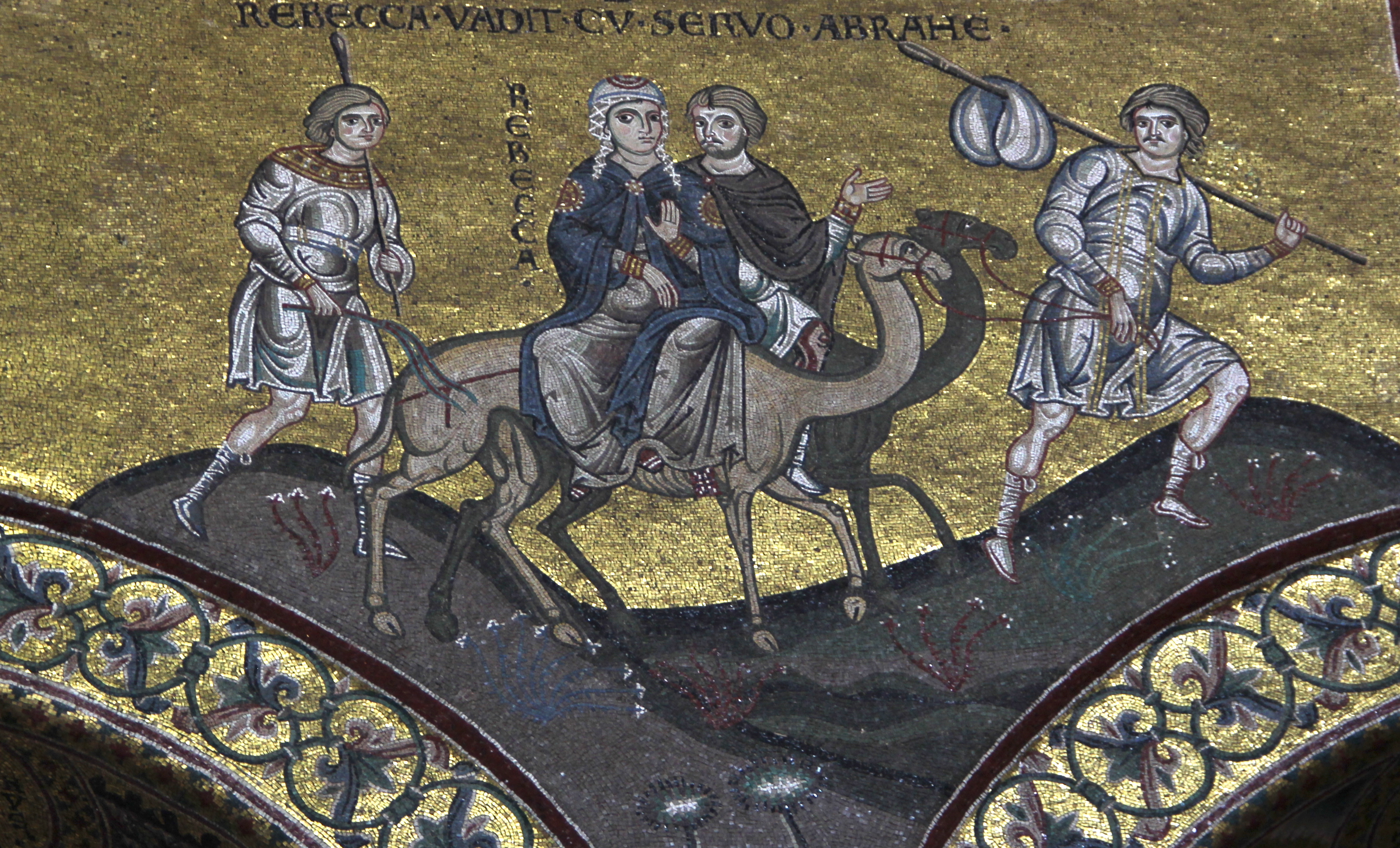
Rebecca part avec le serviteur d'Abraham pour aller épouser Isaac (Genèse 24,61)

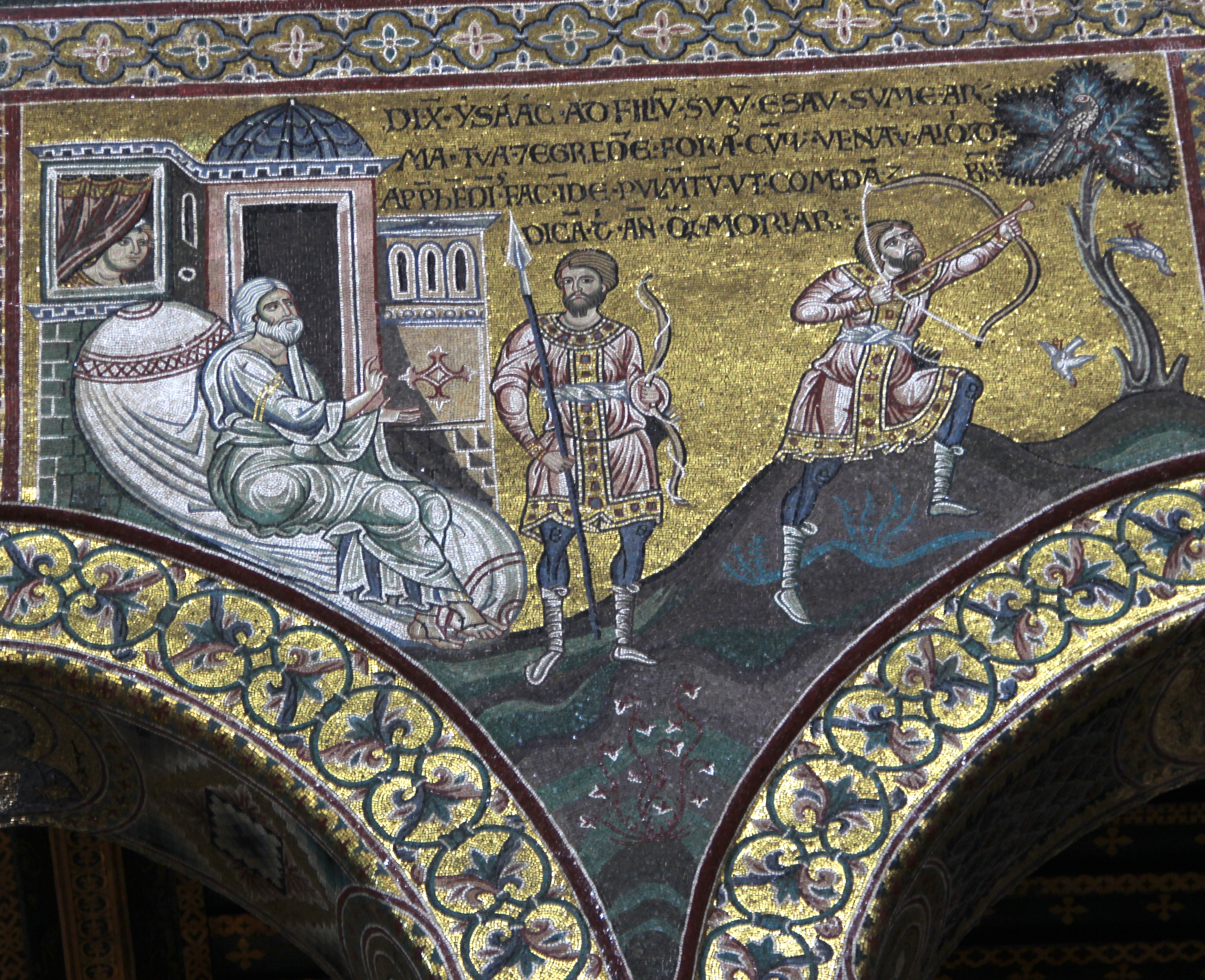
Isaac dit à Esau: « Prends donc tes armes, ton carquois et ton arc, va dans les champs chasser du gibier pour moi » (Genèse 27,3).

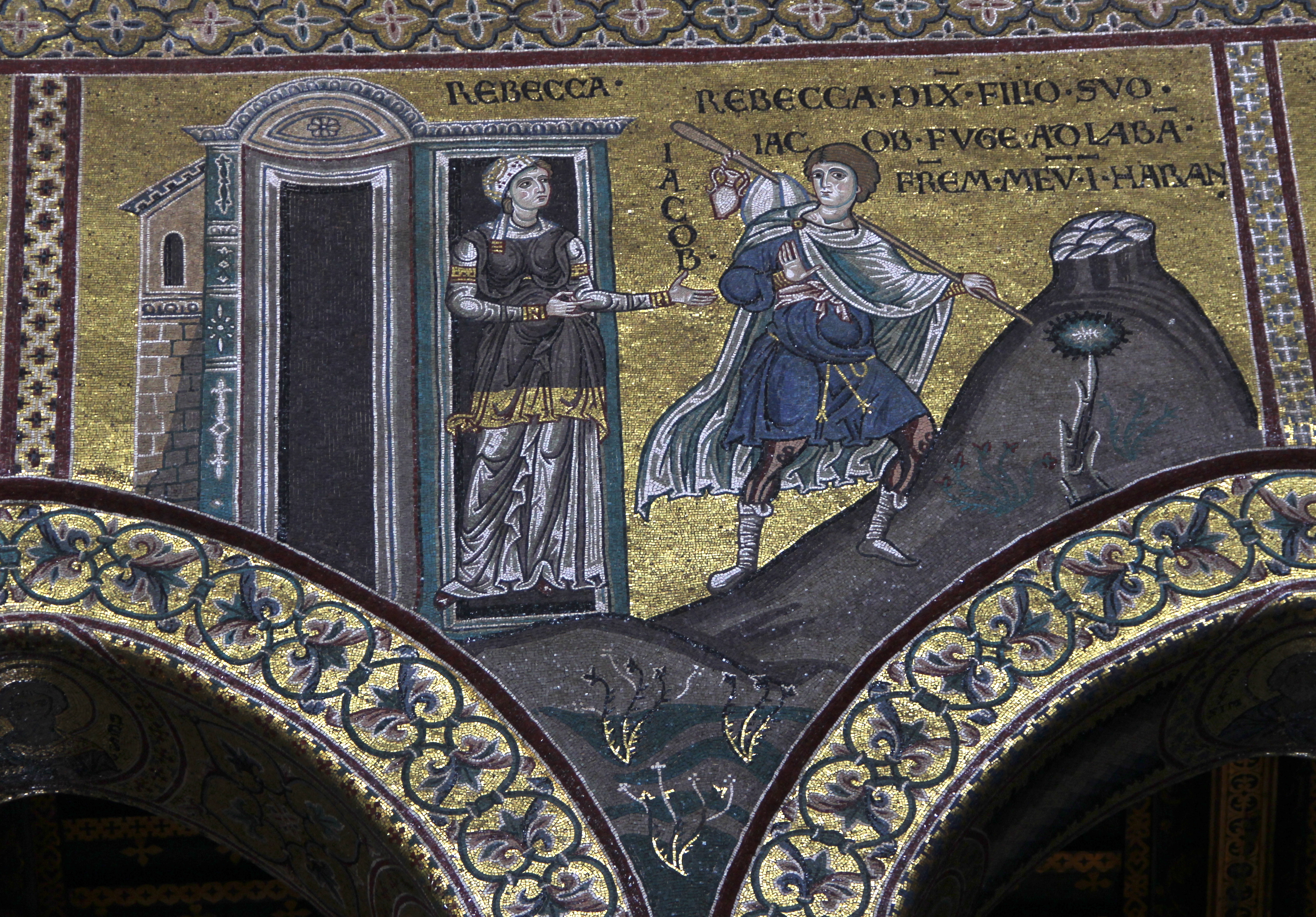
« Rebecca dit à son fils Jacob de s'enfuir chez Laban » (Genèse 27,43).

Nef centrale - Mur sud - Registre supérieur (de l'est à l'ouest) : 
1. La création du ciel et de la terre. 2. La création de la lune. 3. La séparation des eaux supérieures et des eaux inférieures. 4. La création de la terre séparée de la mer. 5. La création du firmament. 6. La création des poissons et des oiseaux. 7. La création des animaux terrestres et l'âme insufflée à l'homme. 8. Le septième jour Dieu se reposa. 9. Dieu conduit Adam au paradis terrestre.
Revers de la façade - Registre supérieur : 
1. Création d'Ève. 2. Présentation d'Ève à Adam.
Nef centrale - Mur nord - Registre supérieur (de l'ouest à l'est) : 
1. Ève tentée par le serpent. 2. Le péché originel. 3. Dieu réprimande les pécheurs. 4. Adam et Ève chassés du paradis terrestre. 5. Le travail d'Adam et le découragement d'Ève. 6. Caïn et Abel offrent des sacrifices à Dieu. 7. Caïn tue Abel. 8. Le sang d'Abel (figurine rouge) réclame vengeance à Dieu. 9. Lamech tue Caïn. 10. Dieu prévient Noé du déluge et lui ordonne de construire l'arche.
Nef centrale - Mur sud - Registre inférieur (de l'est à l'ouest) : 
1. Noé fait construire l'arche. 2. Noé conduit les animaux dans l'arche. 3. Noé accueille la colombe portant le rameau d'olivier. 4. Le déluge ayant cessé, Noé fait sortir les animaux de l'arche. 5. Le pacte entre Dieu et Noé sous le signe de l'arc-en-ciel. 6. L'ivresse de Noé raillée par ses fils. 7. La construction de la tour de Babel. 8. Abraham prosterné devant les trois anges. 9. Abraham reçoit les trois anges chez lui.
Revers de la façade - Registre central : 
1. Loth et les deux anges. 2. Sodome détruite.
Nef centrale - Mur nord - Registre inférieur (de l'ouest à l'est)
1. L'obéissance d'Abraham à Dieu lui ordonnant de sacrifier son fils Isaac. 2. L'ange empêche Abraham d'immoler Isaac. 3. Rébecca donne à boire aux chameaux du serviteur d'Abraham. 4. Rébecca en voyage avec le serviteur d'Abraham. 5. Isaac envoie Esaü à la chasse. 6. Isaac bénit Jacob. 7. Rébecca pousse Jacob à fuir. 8. Jacob voit en rêve l'échelle qui monte au ciel. 9. La lutte de Jacob avec l'ange.

#### Histoires des Saints Cassio, Casto et Castrense
Revers de la façade - Registres intermédiaire et inférieur : 
Registre intermédiaire : les saints Cassio et Casto condamnés à être dévorés par des lions qui se couchent à leurs pieds.
Registre inférieur : 1. Les saints Cassio et Casto font crouler le temple d'Apollon. 2. (Lunette) La Vierge à l'Enfant. 3. Deux miracles de St.Castrense : celui-ci délivre un démoniaque et sauve les navigateurs de la tempête .

### Sépultures
Alors que l'archevêque de Palerme Gautier Ophamil est en disgrâce et que l'archidiocèse de Monreale est créé en 1183, la cathédrale reçoit plusieurs sépultures royales et princières : Guillaume Ier, mort en 1166, transféré vers 1185 après avoir été inhumé dans la crypte de la chapelle palatine ; son troisième fils, Henri de Capoue, en 1172 ; son épouse, Marguerite de Navarre en 1183 (ces deux derniers dans le transept nord) ; son fils et successeur Guillaume II en 1189. Les tombeaux des deux rois Guillaume, le premier en porphyre, le second en marbre sculpté en 1575, sont toujours exposés dans le transept sud.
À l'issue du conflit entre Charles d'Anjou et son neveu Philippe III le Hardi quant au rapatriement de la dépouille de Louis IX, mort lors de la huitième croisade à Tunis en 1270, les viscères du roi de France sont inhumés dans la cathédrale. Ils sont d'abord déposés dans un monument orné de mosaïques aux armes de France placé dans le chœur de la cathédrale, puis plusieurs fois déplacés, et au début du XVIe siècle dans un monument-autel en marbre blanc, élevé par l'archevêque Luigi de Torres vers l'extrémité de la nef gauche de la cathédrale, portant l’inscription « Hic sunt tumulata viscera et corpus Ludovici regis Franciae, qui obiit apud Tonisium anno dominicae incarnationis 1270, mense augusto 25, ce qui signifie en français : "Ici sont enterrés les entrailles et le corps de Louis, roi de France, qui mourut à Tunis en l'an 1270 de l'incarnation du Seigneur, au mois d'août, le 25" ». Au-dessus de l'autel, un tableau du peintre monréalais Giaconia représente le roi. Certaines de ses reliques ont été emportées en 1860 par François II, chassé du trône, qui les confie au cardinal Lavigerie, lequel les dépose en mai 1890 à la cathédrale de Carthage. Elles y demeurèrent jusqu'à leur transfert en 1964 en l'église Sainte-Jeanne-d'Arc de Tunis, puis sont transférées en 1985 à l'évêché de Saint-Denis qui les dépose en 2011 à la cathédrale Saint-Louis de Versailles,.
En 1936, la dépouille d'Antoine Auguste Intreccialagli (1852-1924), archevêque de la ville de 1919 à 1924, est translatée du cimetière des Sœurs de Sainte-Anne, dans la cathédrale.

## Autres joyaux artistiques

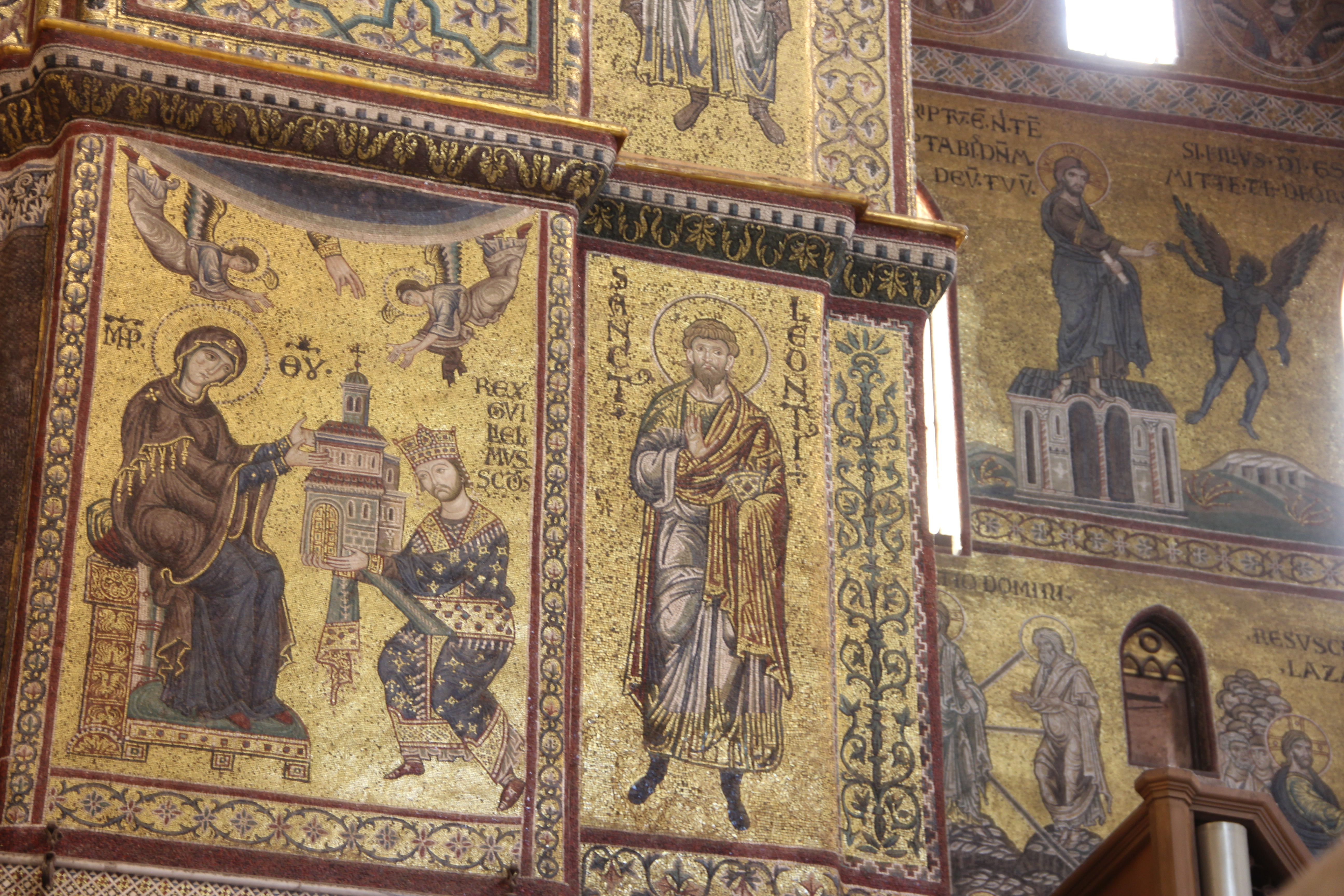
Guillaume II de Sicile offre sa cathédrale à la Vierge.

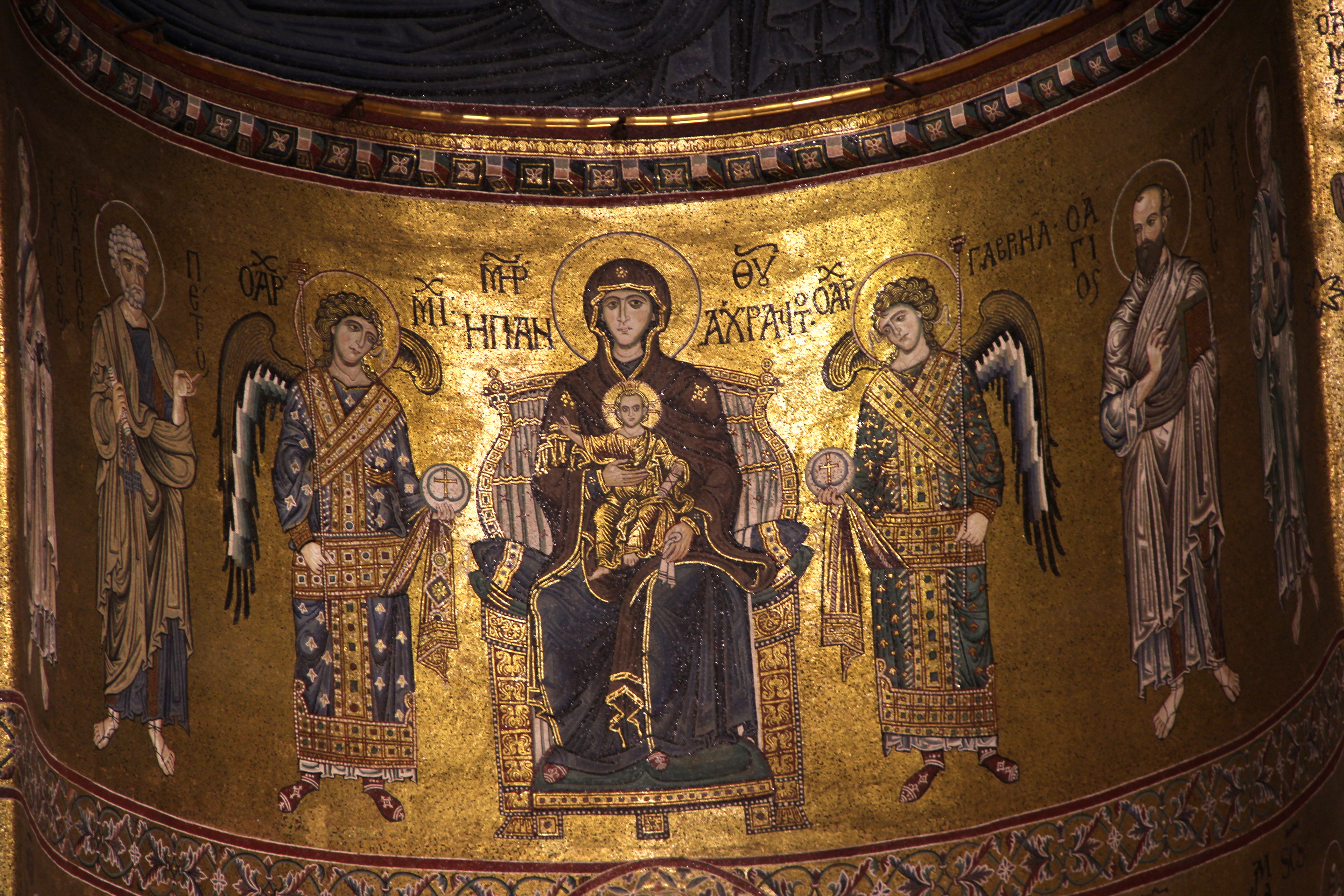
Madone avec enfant Jésus entourée des archanges Saint Michel et Saint Gabriel

Maître-autel dans l’abside centrale, œuvre insigne du baroque romain tardif (1770-1773), exécuté à Rome par Luigi Valadier, dont la préciosité — voir les statues et les reliefs en argent et en bronze dorés — s’accorde avec le désir de glorifier la Vierge à laquelle la cathédrale est dédiée (bas-relief de l’antependium), le Crucifix et les saints vénérés à Monreale (St.Castrense, St.Benoît, St.Louis roi de France, Ste.Rosalie) qui entourent les figures des St.Pierre et Paul.
Portail sur la façade à l'ouest. Il est signé et daté par Bonanno Pisano en 1186. Par ses dimensions, 7,8 mètres sur 3,7 mètres, ce portail placé en 1186 était le plus grand de son temps. Ses 42 panneaux modelés à Pise sont ornés de scènes de la Bible. Il est encadré par une élégante décoration de bas-reliefs en marbre alternant avec des bandes de mosaïque et précédé du portique classique réalisé au XVIIIe siècle par Ignazio Marabitti de Palerme et qui semble encastré entre les deux tours carrées caractéristiques de l’architecture normande.
Portail aux reliefs sculptés de Barisano da Trani pour l'entrée latérale nord. Il présente 28 panneaux signés par l'artiste. Le blason de Guillaume II le Normand, fondateur de la cathédrale, surmonte le portail d’entrée, auquel s’appuie un portail Renaissance dessiné par Domenico et Fazio Gagini et construit entre 1547 et 1562.
Dans la partie sud :
Chapelle de saint Benoît, élégante composition de la fin du baroque sicilien, à l’autel décoré de La gloire de St.Benoît, chef-d’œuvre d’Ignazio Marabitti (1776) coiffant l’autel, et dix histoires de la vie de St.Benoît gravées dans le marbre blanc par Giovanni Battista Marino (1728).
Chapelle de saint Castrense de style Renaissance, ouverte en 1596, largement modifiée depuis.
Statue en bronze de Saint Jean-Baptiste (XVIe siècle) placée dans une niche posée sur une colonne de porphyre et dont le fond reproduit en mosaïque l’effigie du même saint (bas-côté sud)
À côté de l'absidiole nord : 
Chapelle du Crucifix, la plus somptueuse architecture baroque sicilienne de l’église, exécutée sous la direction d’Angelo Italia di Licata vers 1686-1690, d’après un projet de l'évêque de Monreale Giovanni Roano (1618-1703). Le portail d’entrée richement sculpté, aux portes de bronze ajouré, introduit dignement à cette chapelle hexagonale surmontée d’une coupole et dominée par les quatre statues de prophètes, celles de Daniel et d’Ézéchiel sculptées par Baltassare Pampillonia, celles d’Isaïe et de Jérémie de Giovanni Battista Firrera, tous deux artistes siciliens.
Trésor, contigu à la chapelle, qui abrite de précieuses reliques : crosse épiscopale, ostensoir, ciboire en argent, bréviaire enluminé en parchemin du XVe siècle, armoire en bois sculpté œuvre d’artistes de Trapani 

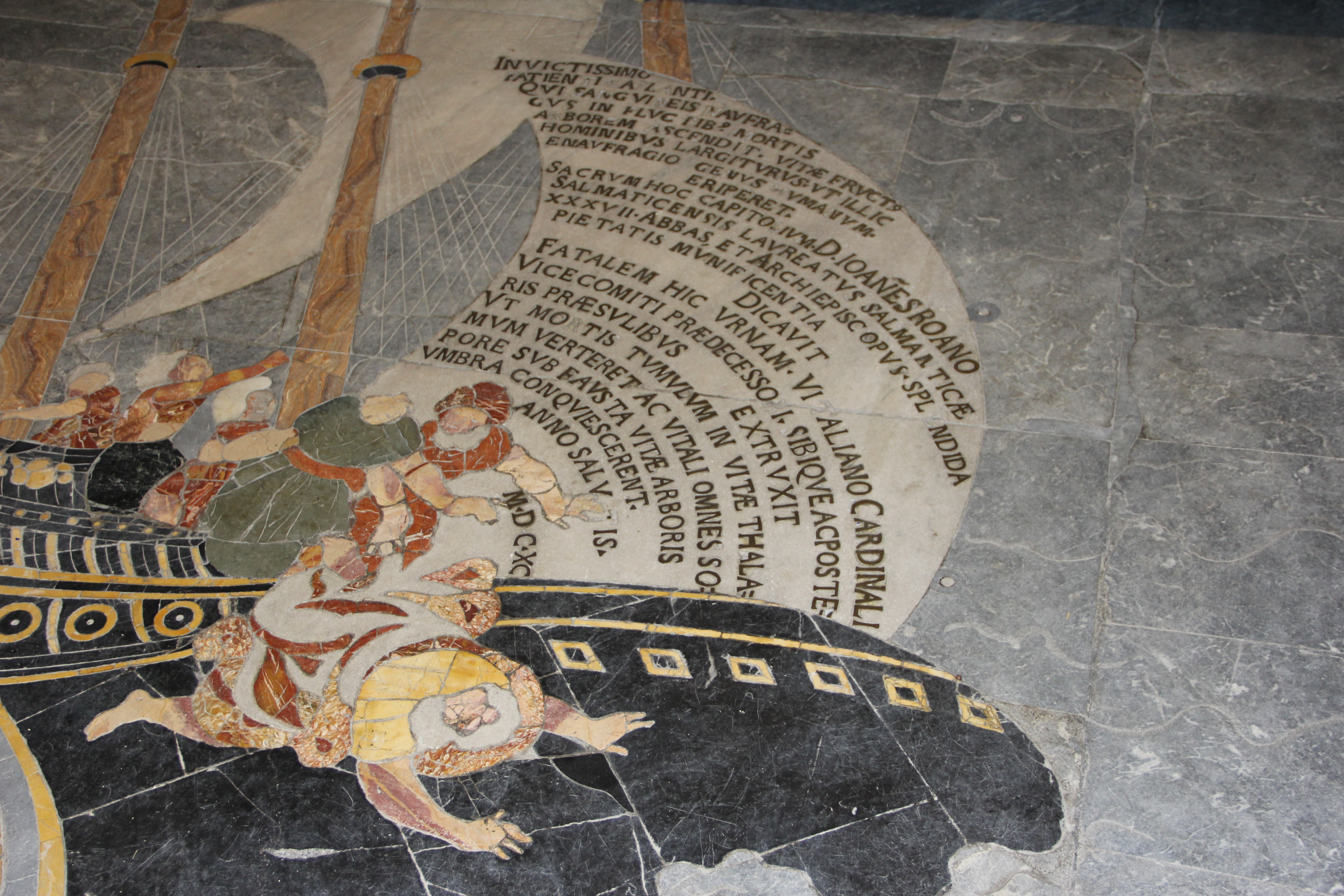
Mosaïque sur le sol de la chapelle du Crucifix
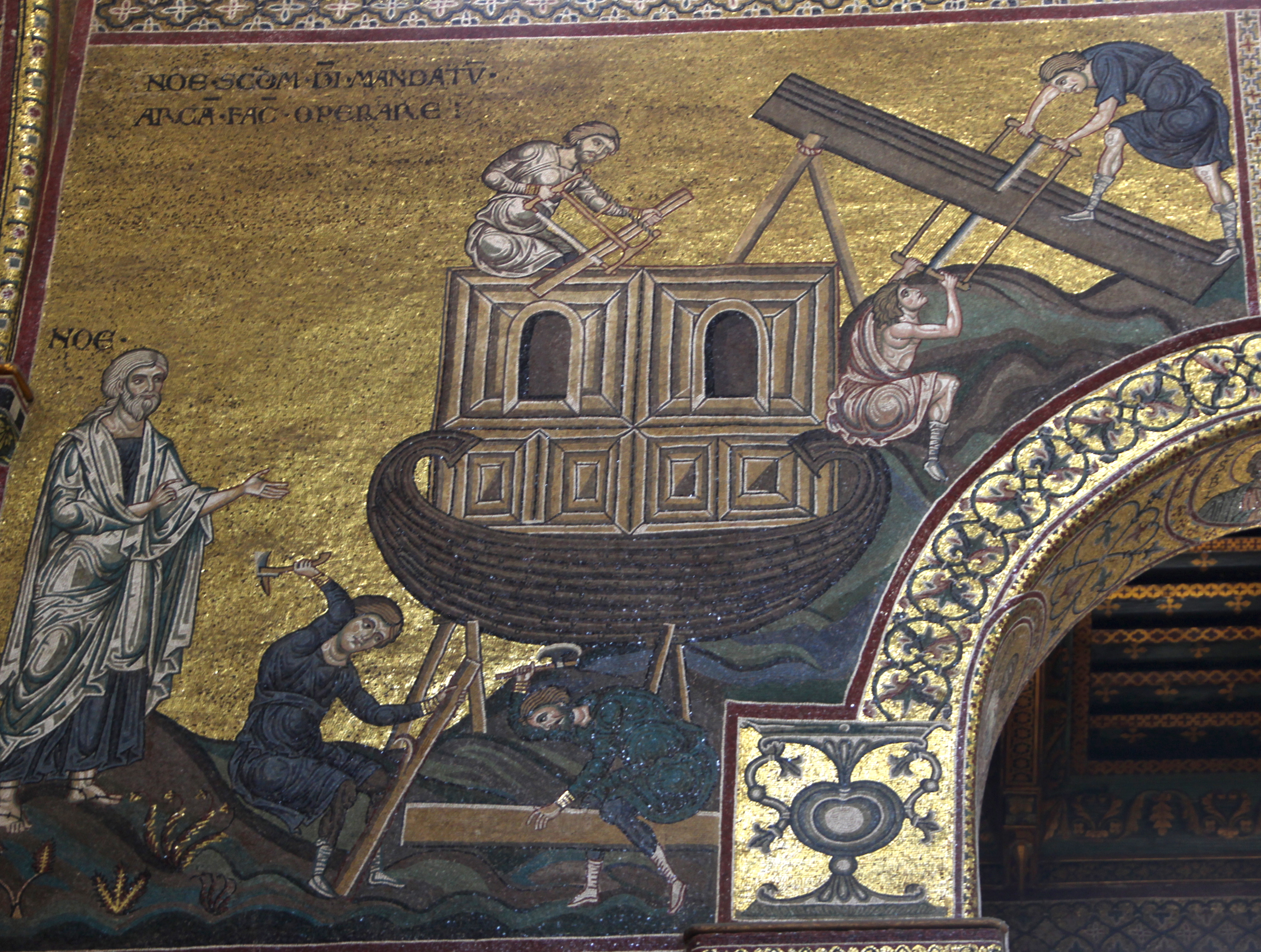
«Dieu dit à Noé: Fais-toi un bateau avec des arbres résineux.» (Genèse 6, 14)
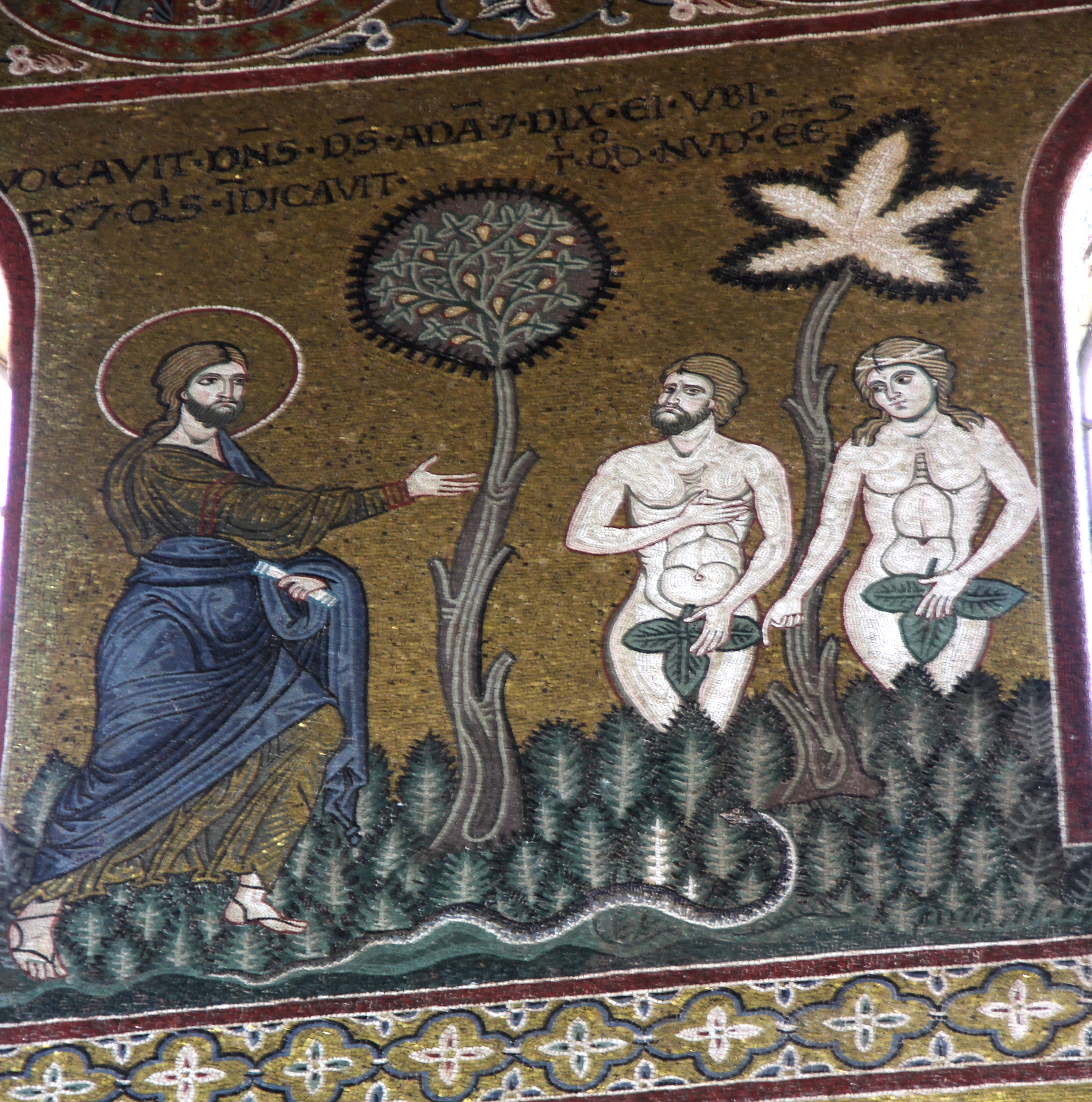
Dieu interroge Adam et Ève (Genèse 3,9)
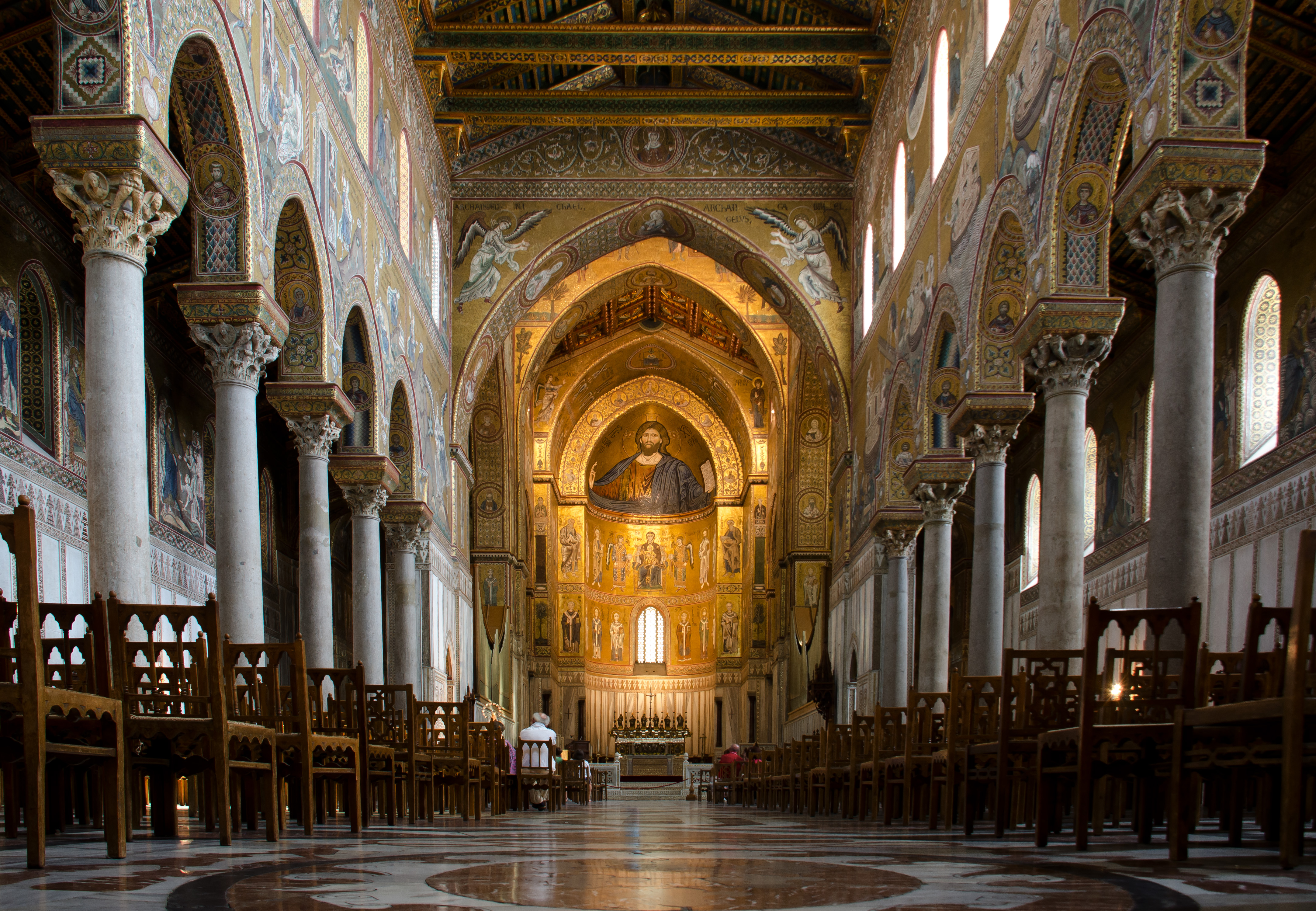
Vue générale du vaisseau
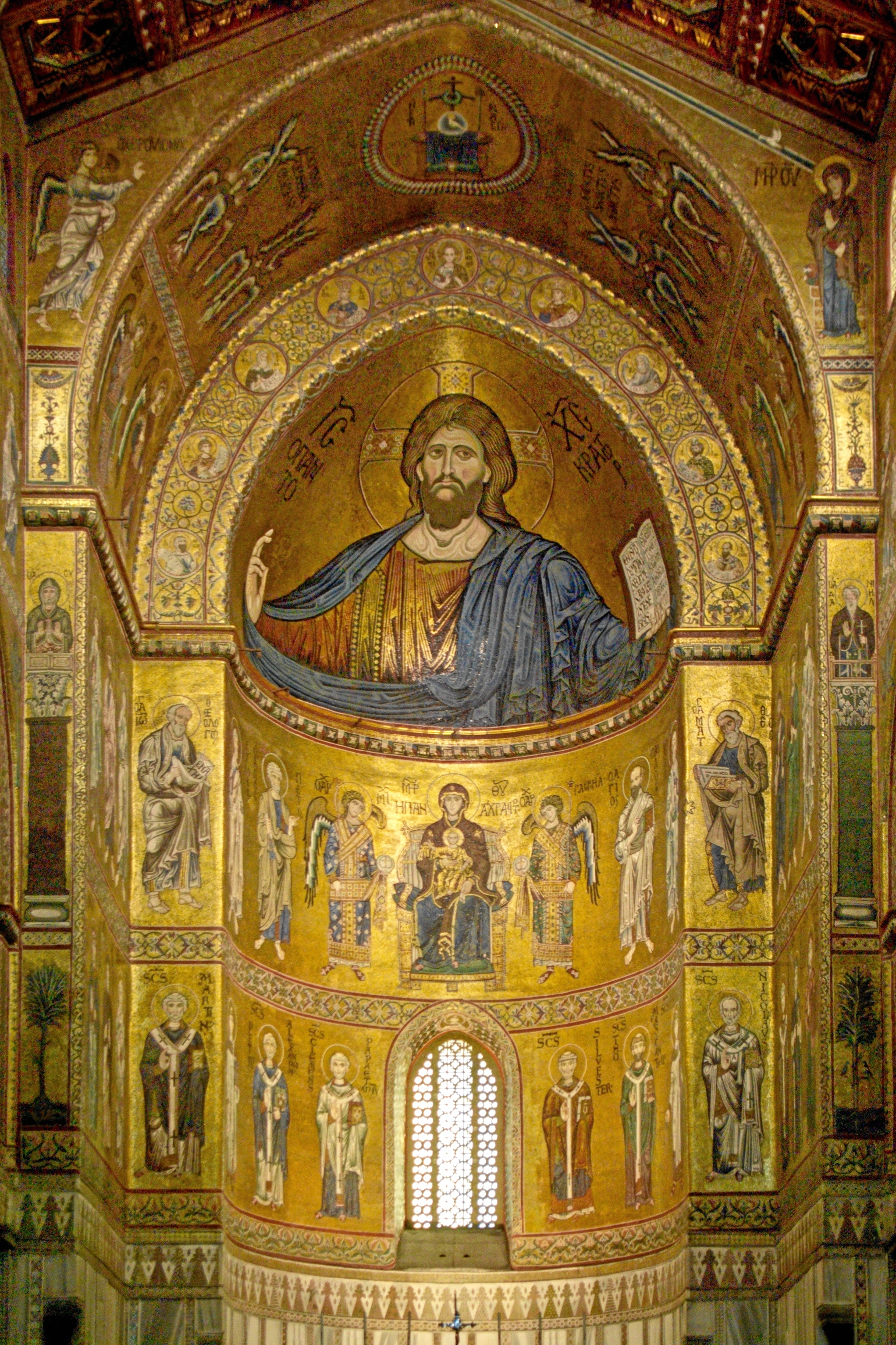
Abside et Christ Pantocrator
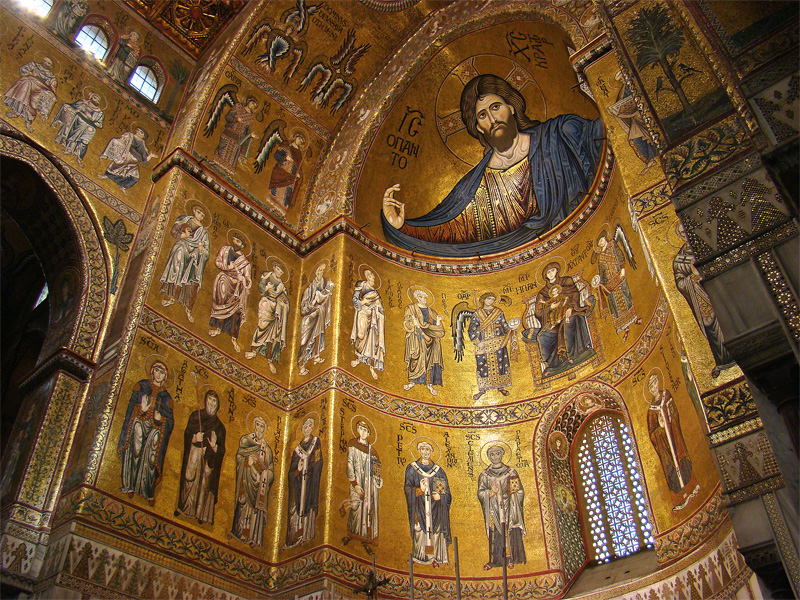
Vue partielle des deux registres de mosaïques de l'abside
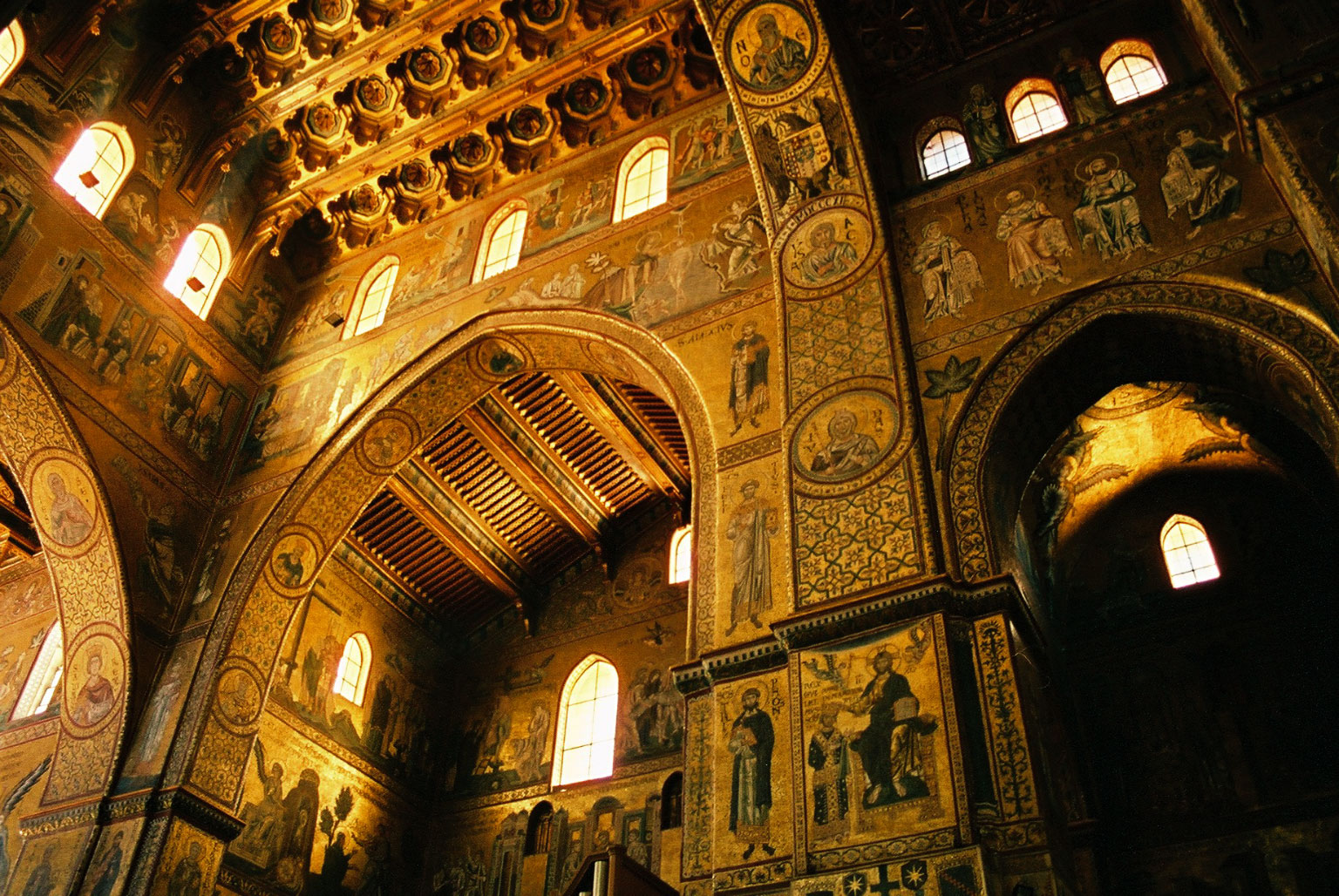
Vue sur le transept nord
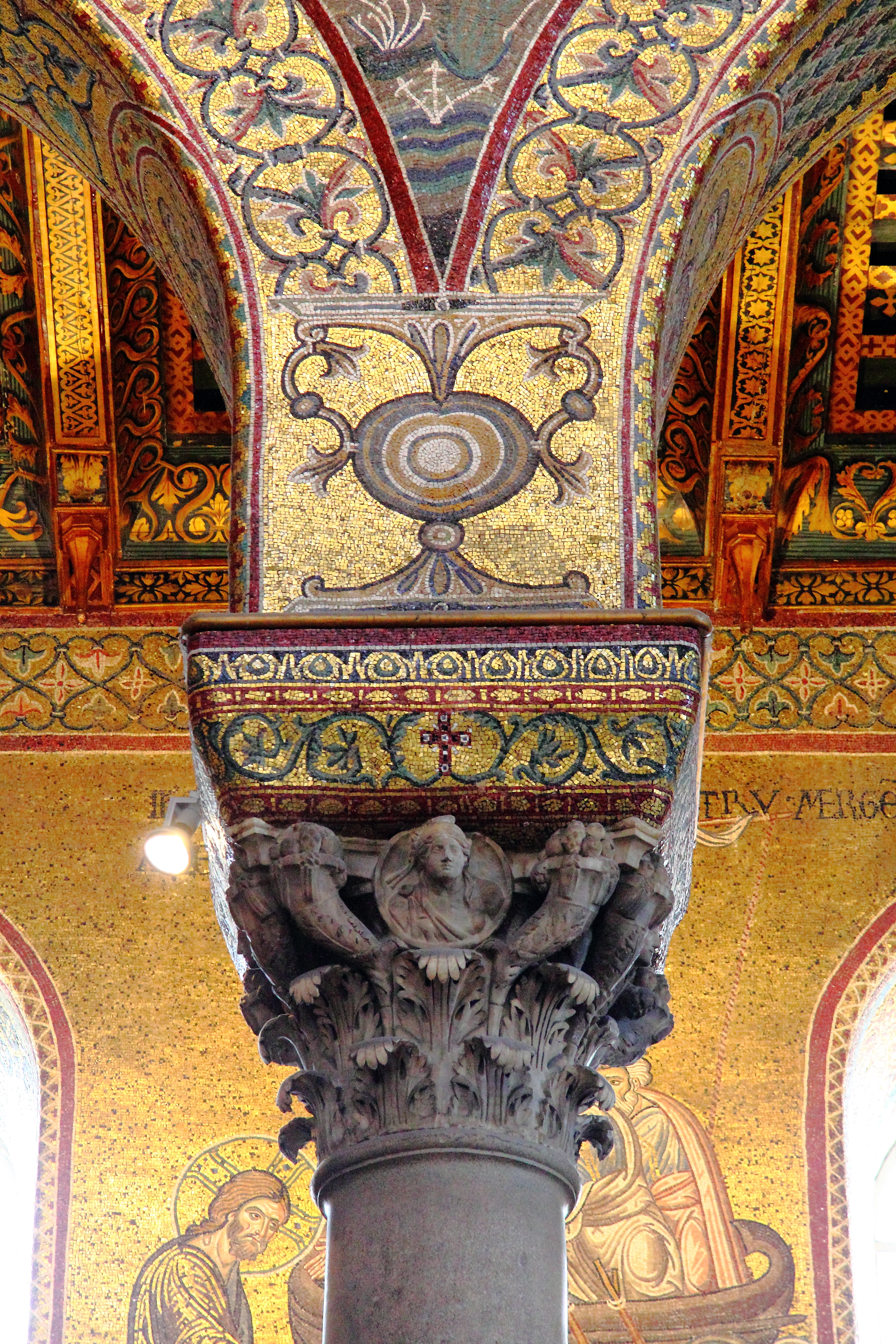
Colonne avec chapiteau et mosaïque

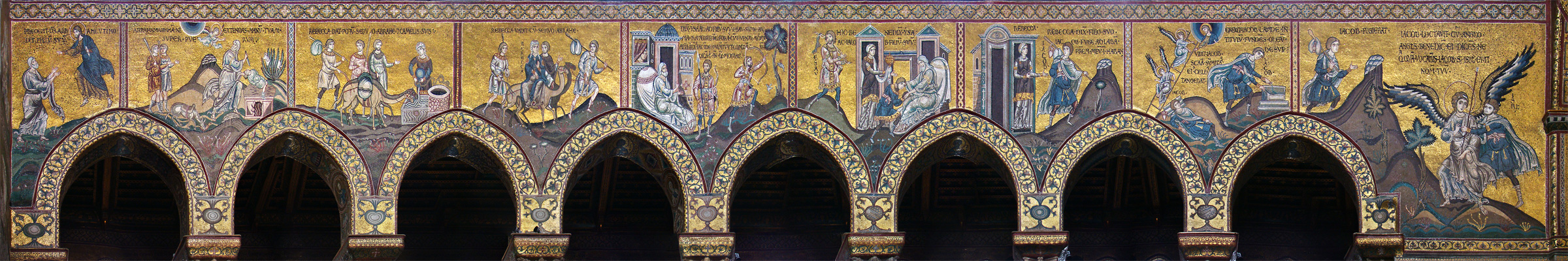
Nef nord

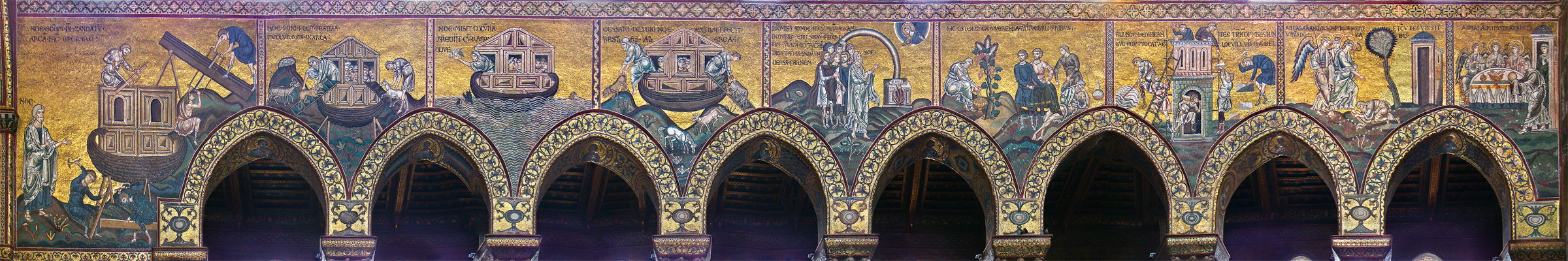
Nef sud

## Cloître
Le cloître est la seule partie restante du monastère bénédictin appartenant au complexe de bâtiments de la cathédrale. Ses dimensions sont de 47 x 47 m. L’hypothèse la plus suivie actuellement postule qu’il aurait pris ses lignes architecturales primitives aux environs de la mort de Guillaume II le Bon et aurait été terminé au premières décennies du XIIIe siècle.
Chacun des quatre côtés du cloître est agrémenté de 26 arcades normandes supportées par des colonnettes groupées par deux — par quatre, même, aux angles du cloître —. En tout, il y en a 228. Certaines sont simplement lisses, d'autres présentent des cannelures hélicoïdales ou en zigzag tandis que d'autres sont décorées de mosaïques incrustées relevant du style roman italien, comme au cloître roman de la basilique du Latran à Rome (style cosmatesque) ou la façade du dôme de Lucques. À l'angle sud-ouest du cloître s'appuie la colonnade d'un édicule - appelé le "petit cloître" - au centre duquel s'élève un autre pilier à cannelures en zigzag terminé par une sphère, d'où jaillit l'eau qui ruisselle le long de la colonne et retombe dans une vasque. C'est la "Fontaine du roi" voulue par Guillaume II.
Entre les colonnes et les arcs s'interposent, lourds et massifs, les chapiteaux. Sur certains chapiteaux, on reconnaît des motifs ornementaux hérités du monde classique - en particulier des styles corinthien et composite. Sur d'autres chapiteaux sont gravées des scènes païennes ou évoquant des histoires ou des figures des Testaments ; ensuite des figures nues, représentées avec une insistance qui semblerait étrangère au monde chrétien (dans la cathédrale, seuls Adam et Ève sont pudiquement nus) ; des scènes de la vie quotidienne ; des exhibitions d'acrobates ; des visions de chasse, de tournoi, de vendanges ; et d'autres encore.
Quant à la thématique des chapiteaux, l'aperçu ci-après se limite à ceux qui racontent des histoires ou développent un sujet. Ces chapiteaux ne suivent pas un certain plan — contrairement à ce que font les mosaïques de la cathédrale — mais ils alternent avec les autres qui sont simplement décoratifs ou symboliques.

### Côté Nord
Chapiteaux de la VIIIe arcade (La parabole du Mauvais riche) : Lazare mendiant; Lazare chassé par le serviteur du Mauvais riche; Mort du riche Épulon; l'âme de Lazare dans le sein d'Abraham; Épulon en enfer.
Chapiteaux de la XIVe arcade (Histoires de St.Jean-Baptiste) : le Christ devant les Pharisiens; le baptême de Jésus; la danse de Salomé; la décollation de St.Jean-Baptiste; Jean-Baptiste reproche son adultère à Hérode Antipas.
Chapiteaux de la XXIe arcade (Histoires de Samson) : Samson tue le lion en se rendant chez les Philistins; Samson pose sa devinette aux deux Philistins; le secret est propagé par sa femme; le massacre des Philistins; Samson fuit Gaza après en avoir arraché les portes; Samson aveuglé pendant son sommeil; Samson secoue les colonnes du temple.
Chapiteaux de la XXIVe arcade (Le massacre des innocents) : Hérode ordonne le massacre des innocents; deux soldats s'entretiennent; le massacre des innocents; l'enfant tué dans les bras de sa mère; les lamentations des mères.
Chapiteaux de la XXVe arcade (Les symboles des quatre, et des moines)

### Angle nord-est
(L'Annonciation et la Nativité) : Annonciation; Élisabeth embrasse Marie (Visitation); l'annonce à Joseph; la Nativité de Jésus; l'adoration des bergers; le voyage et l'adoration des rois mages.

### Côté est
Chapiteaux de la XVIIIe arcade (Histoires de Joseph le patriarche) : les rêves de Joseph, douzième fils de Jacob; le récit de ses rêves à Jacob et à ses frères; Joseph rejoint ses frères dans les champs; Joseph mis dans la citerne par ses frères hostiles; Joseph vendu par ses frères à des marchands qui l'emmènent en Égypte à dos de chameau; Jacob désespéré en voyant la tunique ensanglantée de Joseph.
Chapiteaux de la XXe arcade (Le péché originel et ses premières conséquences) : le péché originel; Adam et Ève chassés du Paradis Terrestre; Adam et Ève condamnés au travail et à la douleur; les sacrifices d'Abel et de Caïn; le fratricide; Lamech tue Caïn.
Chapiteaux de la XXIVe arcade (Après la résurrection du Christ) : les saintes femmes au sépulcre de Jésus; le Christ descendant aux Limbes; le Christ et Marie-Madeleine.

### Angle sud-est
(La légende de la vraie croix) : Hélène et Constantin présentent la vraie croix retrouvée sur le Calvaire sous un temple de Vénus; le triomphe symbolique de l'Église sur la Synagogue; la reine de Saba (qui vénéra la vraie croix) et un échanson (?); figures de Prophètes.

### Côté sud
Chapiteaux de la XXIIe arcade (Le sacrifice du taureau) : sur la face Est du chapiteau est représenté un jeune homme qui tue un taureau, rappel du culte oriental du dieu Mithra (personnification du soleil) qui persista longtemps en Occident, même après l'affirmation du Christianisme. Mithra (en bonnet phrygien) tuant le taureau est l'iconographie symbolique de cette religion. Sur les autres faces des chapiteaux, figures et motifs ornementaux.

### Angle sud-ouest
(du cloître et de la fontaine)
(Les Apôtres et histoires de Jésus) : les apôtres incités par les anges à évangéliser le monde; la Pentecôte; la Présentation de Jésus au Temple; un apôtre et Marie; la fuite en Égypte.

### Colonnade de la fontaine - Angle nord-est
(Allégories des mois) : Janvier, un vieillard se réchauffant auprès du feu; Février, l'arbre taillé; Mars, le joueur de cor; Avril, la cueillette des fleurs; Mai, le cheval au pâturage; Juin, la provision de fruits; Juillet, le fauchage des blés; Août, préparation du tonneau; Septembre, foulage du raisin; Octobre, les semailles; Novembre, ramassage des glands; Décembre, l'abattage du cochon.

### Côté ouest
Chapiteaux de la VIe arcade (Les Prophètes) : Isaïe, Jérémie, Daniel et David; l'Annonciation et un centaure.
Chapiteaux de la VIIIe arcade (La dédicace de la cathédrale de Monreale et allégories) : Guillaume II dédie le dôme de Monreale à la Vierge (la scène répète celle des mosaïques de l'église mais ici, par contre, la maquette du dôme semble avoir été réellement inspirée par l'aspect du côté sud de l'église); la Justice; la Charité; la Foi et l'Espérance; l'Agneau de Dieu.
Chapiteaux de la XXe arcade (Histoires de Noé) : Noé, sorti de l'arche, offre un sacrifice à Dieu; le "pacte de l'arc-en-ciel"; les trois fils de Noé se rendent à la vigne pour les vendanges; Noé foule le raisin; l'ivresse de Noé; Noé maudit Cham; la tour de Babel.
Chapiteaux de la XXIe arcade (Les Prophètes et Vierge à l'Enfant)
Chapiteaux de la XXVIe arcade (Histoires de Jacob) : Isaac trompé par Rébecca et par Jacob; Esaü offre du gibier à Isaac; la fuite de Jacob; le songe de Jacob .

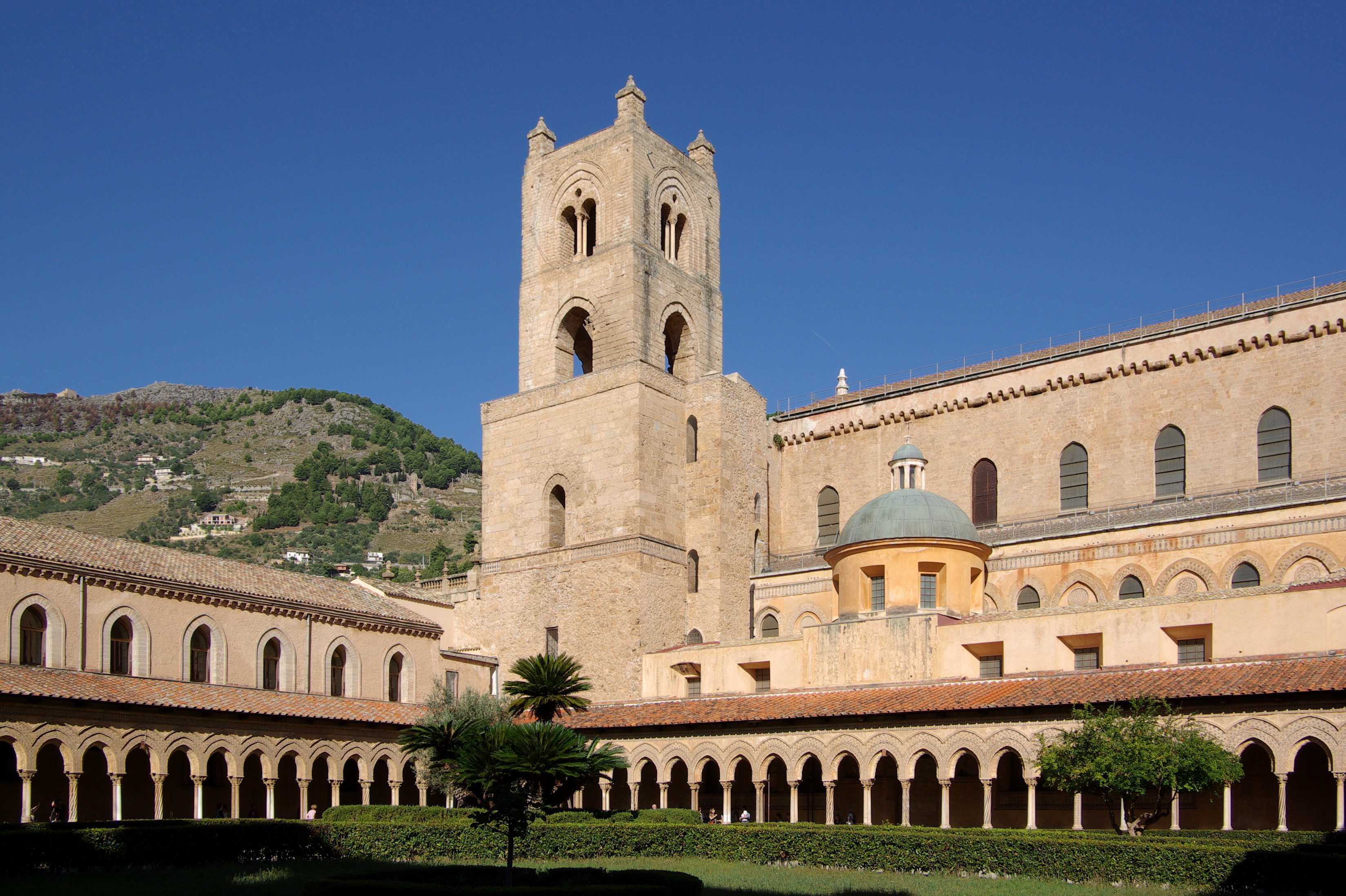
Le cloître et la tour sud
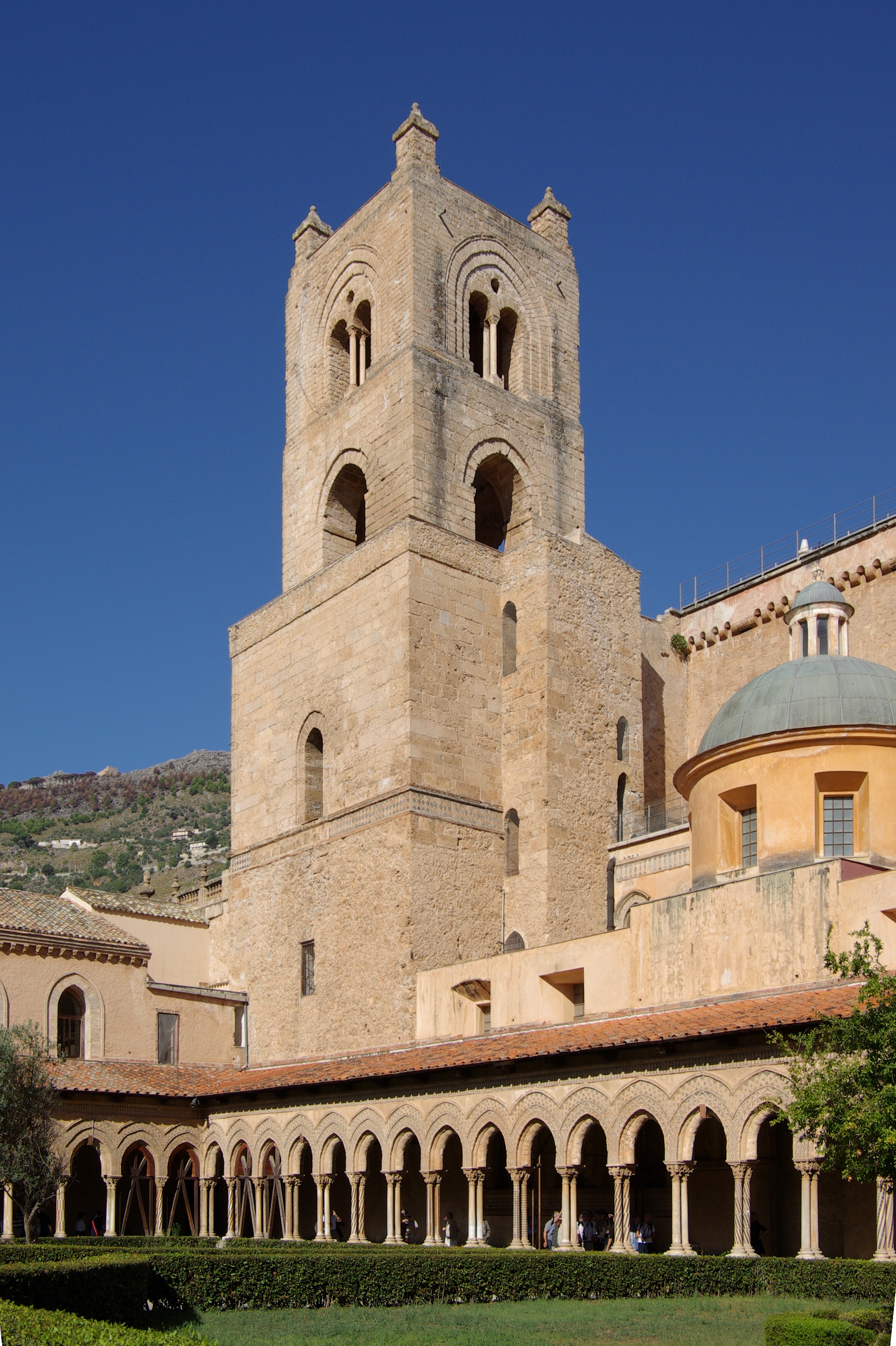
La tour sud vue du cloître
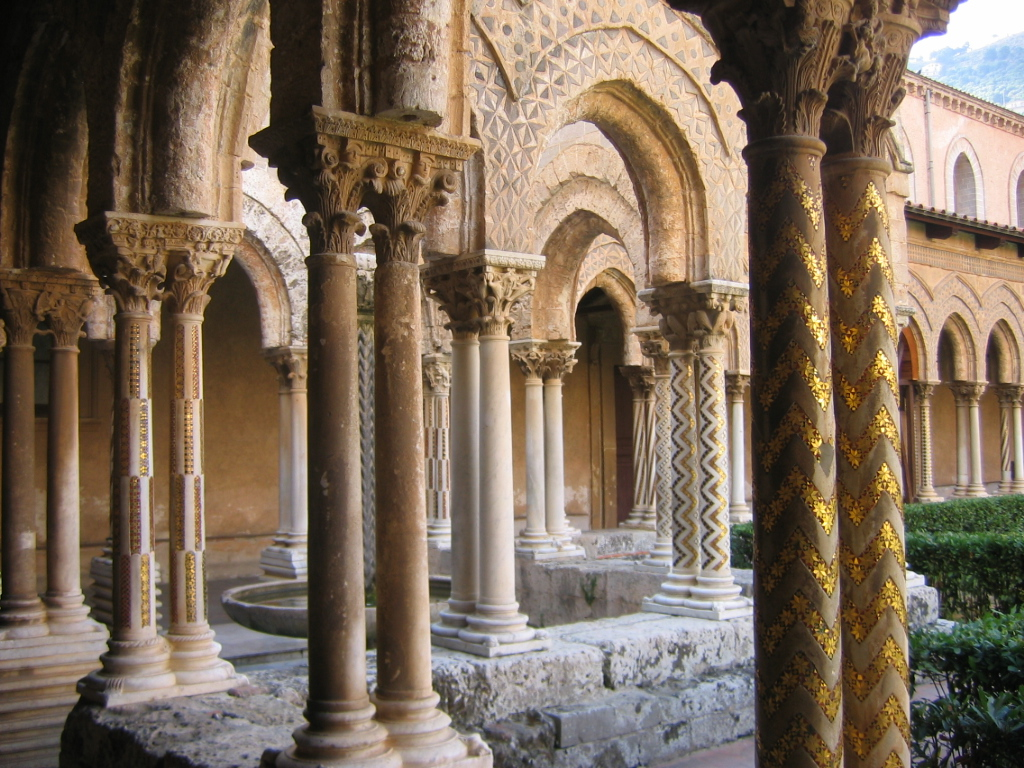
Fontaine du cloître
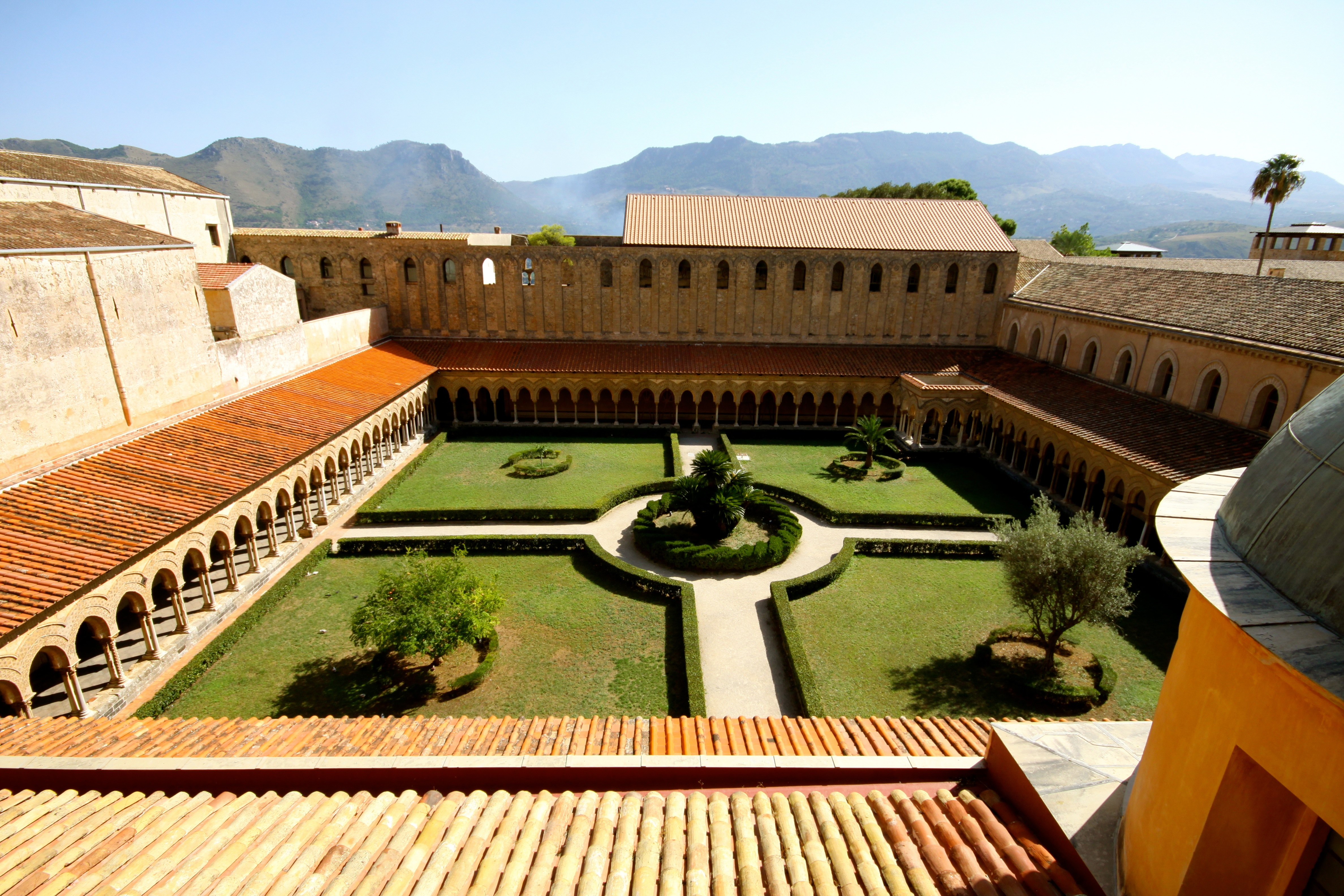
Le cloître vu de la cathédrale
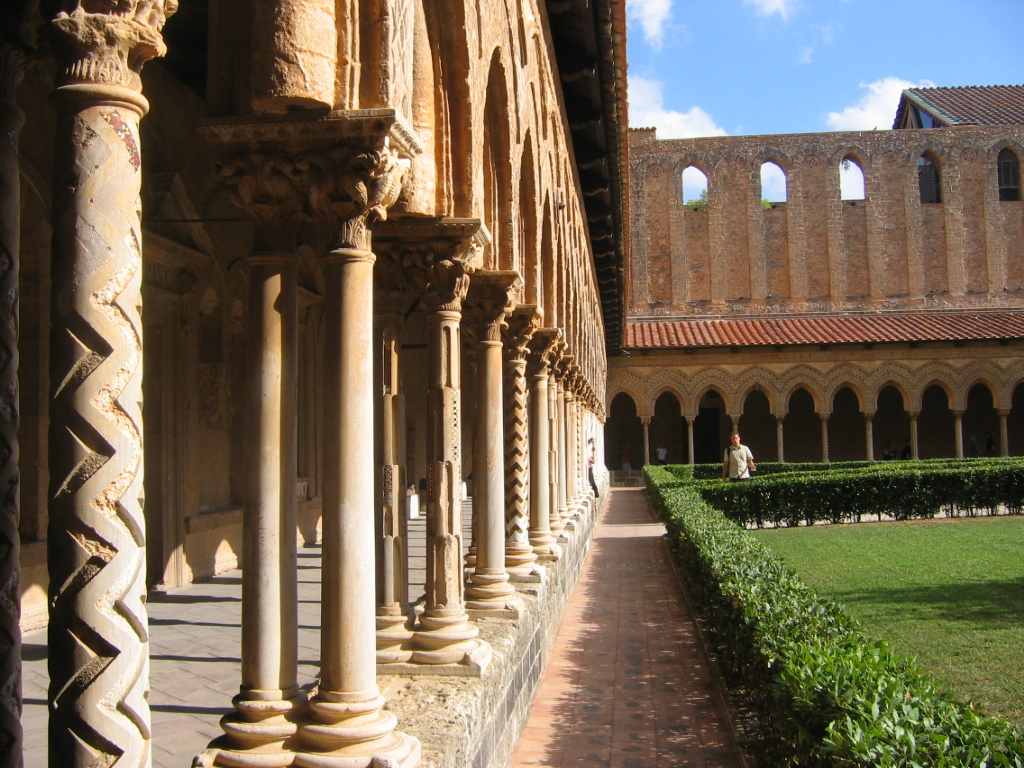
Déambulatoire du cloître
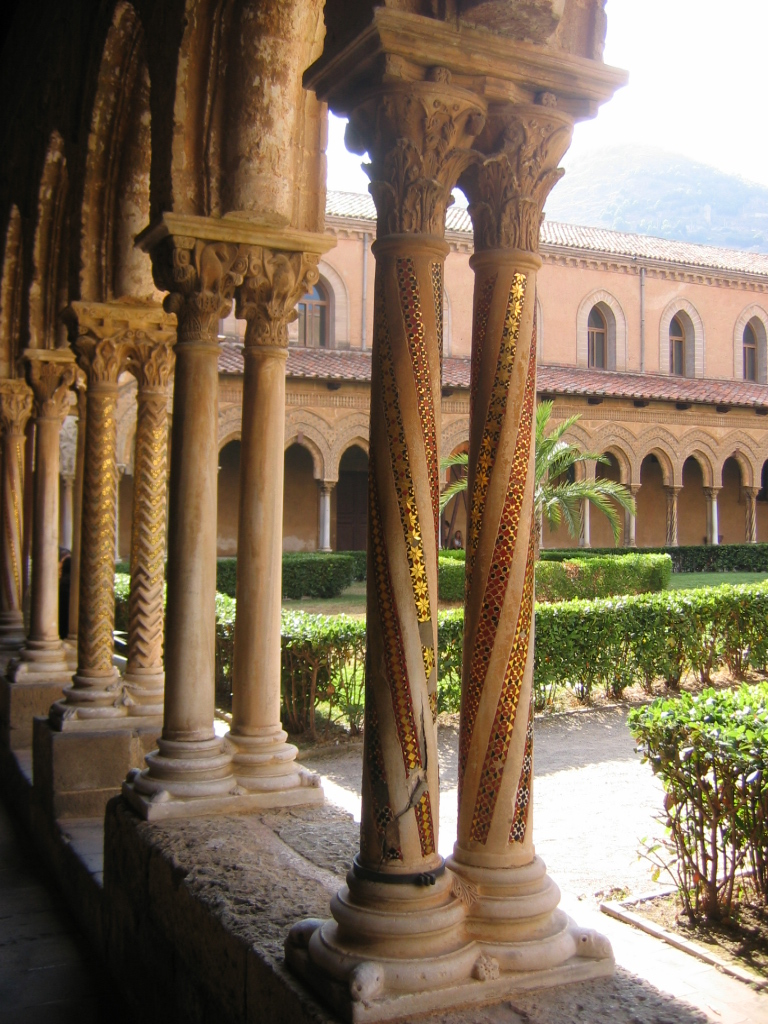
Colonnes et arcades
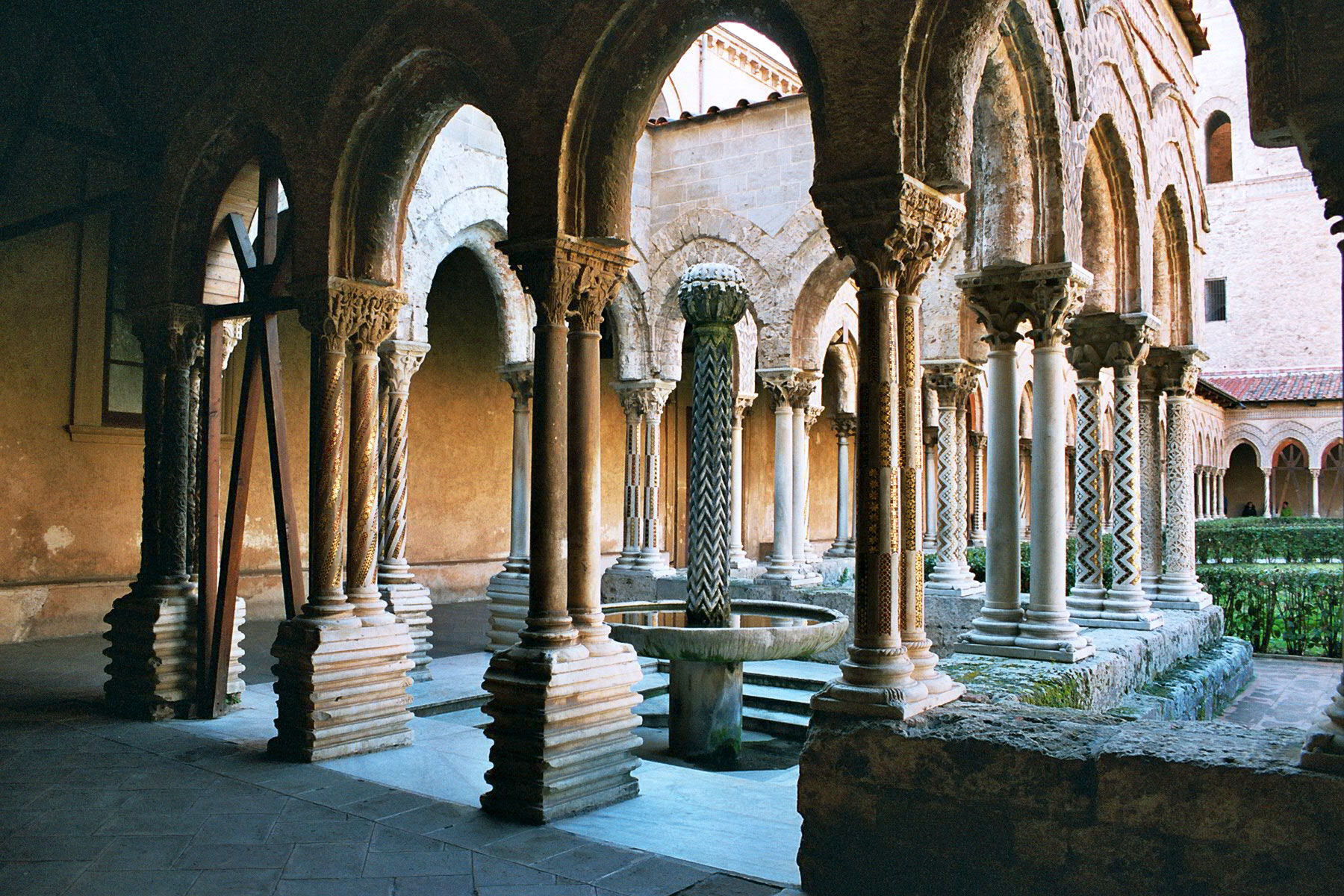
La fontaine

## Protection
La cathédrale de Monreale est reconnu Monument national en 1942 pour sa valeur historique et artistique.
En 2015, elle est inscrite au patrimoine mondial par l'UNESCO avec la Palerme arabo-normande et la cathédrale de Cefalú, comme le témoignage  d'un « syncrétisme socio-culturel entre les cultures occidentales, islamique et byzantine de l’île » et « de la coexistence fructueuse de peuples d’origines et de religions diverses (musulmanes, byzantines, latines, juives, lombardes et françaises) ».